# 無頭騎士異聞錄 DuRaRaRa!!
《無頭騎士異聞錄 DuRaRaRa!!》（日語：デュラララ!!），是日本作家成田良悟撰寫、安田典生繪製插畫的輕小說系列。日文版由電擊文庫（ASCII MEDIA WORKS）出版；繁體中文版由台灣角川代理；簡體中文版則由天聞角川代理發行。
本作以池袋為舞台，嚮往非日常的少年、愛找碴的小混混、跟蹤狂的電波系少女、以作情報販子「為樂」的青年、專接不尋常病患的密醫、迷上魔物的高中生以及騎著漆黑色機車的「無頭騎士」等共同展開的一連串非日常的故事。第一部全13卷已完結，2014年4月開始刊載第二部《無頭騎士異聞錄 DuRaRaRa!! SH》（日語：デュラララ!! SH）。
改編漫畫版於《月刊GFantasy》（史克威爾艾尼克斯）2009年5月號起連載，茶鳥木明代作畫。
2009年7月宣佈動畫化，2010年1月起播放，此外於東京國際動畫展2010宣佈遊戲化。於2014年3月宣佈二期動畫化《無頭騎士異聞錄 DuRaRaRa!!×2》，分三季度播放。「承」於2015年1月播映；「轉」於同年7月播映；「結」於2016年1月播映。

## 故事簡介

### 無頭騎士異聞錄 DuRaRaRa!!
在池袋甚囂塵上的無頭騎士，其尋頭之旅將引來軒然大波！
「實在太有趣了。實在太有趣了。實在太有趣了。」
這個地方一直有我不知道的事情不斷不斷不斷地湧現、誕生、消逝。
就是因為這樣，才讓我離不開人類群居的地方！人類、LOVE！
我最喜歡人類了！我愛你們！」
位於東京的池袋，這裡聚集了許多不尋常的傢伙。
嚮往非日常的少年、愛找碴的小混混、跟蹤狂的電波系少女、
以作情報販子「為樂」的青年、專接不尋常病患的密醫、
迷上魔物的高中生——還有騎著漆黑色機車的「無頭騎士」。
這些不尋常的傢伙們展開一連串不正常的故事，卻教人看得痛快無比。
不過，雖然個性扭曲──他們還是會談戀愛哦！

### 無頭騎士異聞錄 DuRaRaRa!! SH
DOLLARS瓦解後過了一年半，一波新浪潮又將襲捲池袋。
和沒有頭的騎士有關之人神祕失蹤，其中包括池袋最凶的酒保服男子。

此時，被視為「怪物」，憧憬沒有頭的騎士之人。

尋找姊姊，深受沒有頭的騎士影響之人。

想利用沒有頭的騎士大賺一筆之人。

名自懷抱想法的三人因就讀來良學園而相識，再度引發非日常的生活！

## 登場角色

### 常駐主要角色
塞爾堤･史特路爾森（セルティ･ストゥルルソン，Celty Sturluson）聲優：澤城美雪
- 聊天室暱稱：「賽頓」
- 生日：不明（所以新羅說「那就每天都來慶祝吧」）
- 身高：172cm（有包含頭盔及厚底鞋）
- 體重：不明
- 血型：不明（但感覺像人類的O型）
- 喜歡的食物：「這是在諷刺我嗎？」
- 討厭的食物：「是、是諷刺我對吧？」
- 瞳色：墨綠（分離的頭）
- 髮色：棕（分離的頭）
- 弱點：外星人、交通機動隊
- 服裝：貓耳全罩式安全帽、全身漆黑緊身衣
- 興趣：上網、看DVD和電視、打電玩
- 喜歡：岸谷新羅
- 特技：黑霧
- 最喜歡的話：「如果他能愛著我，那麼我對我自己而言，將會是何等的珍貴。」－－歌德

愛爾蘭的傳說妖精，人稱「無頭騎士」，「DOLLARS」成員之一。坐騎是一隻名為「巴爾·修達」的無頭馬（能與腳踏車、重機車融合），手抱持著自己的頭，如同傳說般進行著代表死亡的騎乘。借由從頸部散發的黑霧反射來感知外面的狀況，故事中由於失去頭部，因此用一台電子打字機與他人溝通。
二十多年前在森林中被一名瘋狂醫生岸谷森嚴以妖刀罪歌偷襲，失去自己的頭以及過去的記憶，而開始四處尋找，一路追到一艘開往日本的船上後，恰好邂逅森嚴的兒子新羅，並被森嚴請求以被解剖一次為代價換得在日本的住所，此時塞爾堤並不知道他就是偷走頭顱的人，便答應請求，最終來到了日本的池袋。
來到池袋後與岸谷新羅同居，並以送貨員為主要工作，期間塞爾堤雖然能感應到頭顱就在池袋，但因為頭顱已經被矢霧製藥收藏而一直找不到，與她長期相處的新羅也因漸漸愛上她的關係，而多次要求她不要找回頭部。第一卷時塞爾堤偶然在路上看到一名長相與她相同，脖子上有傷疤的少女，以為自己的頭顱已經被人移植，便開始追擊她，結果在DOLLARS集會之時，才發現她只是被新羅整容的張間美香，頓時氣到直奔家中找新羅算帳，新羅解釋自己很害怕塞爾堤如果找回頭部就會離開他，塞爾堤聽後便選擇接受，兩人也正式成為情侶。之後雖然從森嚴口中得知真相，但也不再堅持找回頭顱。
然而第一部後期，因為帝人性格大變與DOLLARS的變質，塞爾提開始懷疑自身存在是否對池袋的人們帶來益處。第八卷時一名叫鯨木重的商人派了徒橋喜助闖進家中，將新羅打成重傷。雖然塞爾提及時救了新羅，但再加上後來與折原臨也的會面中，得知臨也想用自己的頭顱再度掀起風波，她因此更加不安，並開始不斷做頭顱呼喚她的惡夢。
十二卷時鯨木為了抓捕她，闖入家中以罪歌控制新羅並將他帶走，塞爾堤在思維混亂之際終於覺醒，化為一團黑霧追擊鯨木，結果被罪歌形成的網子纏住，幸好森嚴與葉戈爾及時歸還頭顱。恢復原狀的塞爾提制止了整個池袋的混亂，然而她也因此自責自身存在讓所重視的人們都受到傷害，最終選擇在眾人面前騎著修達離開，但新羅使用罪歌再度斬斷她與頭顱的連結，使其回想起在池袋生活的記憶，於是塞爾提救下新羅後便決定留下，而頭顱則被森嚴帶至美國。
折原臨也（折原臨也（おりはら いざや），Orihara Izaya）聲優：神谷浩史
- 聊天室暱稱：「甘樂（Kanra）」、「奈倉（Nakura）[2]」、「庫洛姆」
- 生日：5月4日
- 星座：金牛座
- 血型：O型
- 身高：173cm（小說）/175cm（TV資料卡）
- 體重：58kg
- 瞳色：褐色
- 髮色：黑
- 服裝：Ｔ恤、黑色連帽夾克(分為夏季與冬季，長度差十公分左右的款式各有五件)
- 喜歡的食物：所有能看出烹調者個性的料理
- 討厭的食物：罐頭、軟罐頭、垃圾食品
- 興趣：觀察人類
- 喜歡：人類
- 討厭：平和島静雄、死魚眼、狗
- 最喜歡的話：「將人類區分成是好人或者是惡人這實在愚蠢可笑。因為人類應該是要充滿著魅力，又或者是無趣的，就這其中之一。」－－王爾德

池袋的情報販子，「DOLLARS」成員兼主力邀請人，平時身穿附帶毛邊帽子的黑色外套。自稱「永遠的21歲」，但實為24歲，狂熱於觀察人類的各種情感（複雜、矛盾、扭曲），因此喜好策劃各種陰謀，引發人與人之間的紛爭，許多角色都曾遭他欺騙、陷害而與之結怨。
身手敏捷，能活用匕首以及跑酷戰鬥。但其實沒怎麼正大光明決鬥的時候。具有極廣的人脈以及優越的交涉能力，對他而言無法應付的人只有靜雄和兩個妹妹。很注重身體健康，只是不太喜歡青菜。洗完澡後都會量體重。
第一卷時幫助帝人與塞爾堤舉辦了DOLLARS的第一次大集會，並在事件結束後收留被矢霧製藥追捕的波江，因此得到了塞爾堤的頭。此後臨也便興致勃勃的不斷策劃大動亂，認為這樣說不定會讓頭顱醒來。第三卷時暗中聯絡藍色平方的比賀，刻意激起DOLLARS、黃巾賊與罪歌之子三方的矛盾與衝突，但最後因門田擊破了黃巾賊的內奸法螺田，紀田遠走高飛並解散黃巾賊，臨也的計畫不但失敗還讓自己從此被杏里怨恨。
第五、六卷時看不慣池袋恢復平靜太久便再度出手，雇用梵蘿娜偷襲杏里，又欺騙栗楠茜去攻擊靜雄，並趁著青葉與藍色平方挑釁琦玉暴走族TO羅丸之時，慫恿部分DOLLARS成員綁架六條的女友，將DOLLARS與TO羅丸的紛爭激化到最高點，隨後乘火車離開池袋，卻因為自己輕忽了鯨木重的影響力，而在路上被澱切陣內刺傷入院。
醫院中，臨也一直等待著自己的仇家找上門，結果他最後等到的人出乎他的意料，竟是他在觀察自殺者心理時被玩弄的間宮愛海。臨也認為自己小看了人類的可能性，大為高興之後便將她帶回家中，同時招聚了舊識寫樂美影、泉井蘭，從栗楠會雇來的史隆，私家偵探黃根，委託他尋找愛人的贄川春奈，以及池袋暴走族屍龍成員，準備以塞爾堤的頭顱再度掀起風波。為此他首先放倒了鯨木的手下徒橋喜助，將他囚禁於家中。
第十卷時讓春奈操縱警察逮捕靜雄，又使她所控制罪歌之子以車禍的方式瓦解了整個澱切集團，而後他將塞爾堤的頭顱棄置於公園，為最後的動亂打響了第一槍。第十二卷時眼見自己的同夥都已外出行動，便親自出馬打算殺掉多年的宿敵靜雄，並將他引誘至一棟施工大樓的樓頂，引爆大量瓦斯企圖讓他窒息而死，誰知靜雄卻以打壞地板暫離的方式逃過一劫，還拔起他立足的鋼筋狠狠打飛他，臨也拖著重傷的身體來到大街與靜雄決戰，最後仍然不敵被一拳打趴，起身後又被梵羅娜補了一刀，即將被殺時被剛好在場的黃根與愛海救走，離開了池袋。
平和島靜雄（平和島静雄（へいわじま しずお），Heiwajima Shizuo）聲優：小野大輔；大原桃子（幼年）
- 綽號：小静（シズちゃん）(折原臨也對他的稱呼)
- 生日：1月28日
- 星座：水瓶座
- 血型：O型
- 身高：188cm（小說）/185cm（TV資料卡）
- 體重：70kg
- 瞳色：黑
- 髮色：金
- 服裝：酒保服、墨镜
- 喜歡的食物：牛奶、所有乳製品、甜食
- 討厭的食物：很苦的食物、啤酒
- 興趣：觀賞格鬥技
- 喜歡：平靜的日常
- 討厭：折原臨也、暴力
- 最喜歡的话：「平靜。」（平穏）

身材修長纖細的英俊青年，與國中學長田中湯姆從事討債工作。與新羅和塞爾提是朋友，也是「DOLLARS」成員（小說第六卷退出）。
天生大腦沒有對肌肉的力量限制，能隨時使用腎上腺素激發的「火場時的怪力」。因這股力量從小開始就受過無數重傷，一旦傷復原後身體就變得更加堅強，現在對疼痛幾乎沒有感覺，力氣也異常巨大，可以將飲料販賣機當砲彈丟。此怪力使他獲得「池袋最強」、「池袋打手傀儡」等稱號，但也因此極其易怒，常常一怒之下失去理智大肆破坏，因此一直没有女人缘(栗楠茜與梵蘿娜曾為了他吵架，但也只是爭辯誰能先殺掉靜雄)，對无法控制自己而感到十分煩惱。实际性格单纯又有些迟钝，有时傻乎乎的。喜歡個性率直又坦承的人，喜歡的女性是年長的類型。
國中時結識湯姆，並在他的建議下染了金髮、戴上墨鏡，得以避免許多衝突。然而高中時就讀於來神高校（來良學園的前身），經國小同學岸谷新羅介紹認識了折原臨也，兩人初識即互看不順眼，大吵了一架。此後的人生靜雄便不斷被臨也找麻煩。
畢業後曾當過酒吧服務生，當時弟弟幽為了慶祝他找到一份穩定的工作而送他一套酒保服，因著他對弟弟的疼愛，到現在還是一直穿著酒保服。但後來因被臨也陷害而失職，這之後他決定有一天一定要殺了他。
於小說第7集與梵蘿娜成了前輩與後輩的關係。
最後將折原臨也打成重傷，使其逃離池袋。
岸谷新羅（岸谷新羅（きしたに しんら），Kishitani Shinra）聲優：福山潤；悠木碧(少年)、伊瀨茉莉也（幼年）
- 聊天室暱稱：白面書生（第九卷加入）
- 生日：4月2日
- 星座：牡羊座
- 血型：AB型
- 身高：178cm
- 體重：58kg
- 瞳色：黑
- 髮色：黑
- 服裝：醫師服
- 喜歡的食物：三五八醃製法做的鰰魚、塞爾堤親手作的料理
- 討厭的食物：肥肉
- 喜歡：塞爾堤
- 最喜歡的話：「醫生和草津的溫泉都治不了相思病。」（以及其他全部與戀愛有關、積極向上的格言）
- 身份：密醫
- 其他身份：「DOLLARS」成員

戴眼鏡。主要工作是在黑社會圈進行非法手術的密醫，信譽良好但收費極高。也是賽爾提的同居戀人。
自稱愛戀賽爾堤20多年，其愛戀的程度有些病態。會在日記中妄想塞爾提穿著各式衣服的樣貌，縱使賽爾提做的料理味道怪異也吃得很開心。心裡認為賽爾提沒有頭比較可愛。
國小時認識平和岛靜雄，國中與臨也同校，高中與靜雄和京平同讀來神高中。平實的模樣讓人感覺相當友善，但其實是一個相當謹慎且狂熱研究者。
性格溫和友善但卻有些怪異，對於異樣的生物都會想要加以研究。小學見到靜雄異於常人的力量就有想要解剖他的想法。
最後和賽爾提留在池袋。

### 第一部主要角色
龍之峰帝人（竜ヶ峰帝人（りゅうがみね みかど），Ryugamine Mikado）聲優：豐永利行；種崎敦美（幼年）
- 聊天室暱稱：
- DOLLARS帳號：「田中太郎」、「admin」
- 生日：3月21日
- 星座：牡羊座
- 血型：O型
- 身高：165cm
- 體重：50kg
- 瞳色：深藍（動畫）/棕（小說）
- 髮色：黑
- 服裝：校服、夾克
- 喜歡的食物：味噌醬雞肉串燒
- 討厭的食物：所有硬的東西
- 興趣：使用網路
- 喜歡：資訊技術（IT）、非日常、園原杏里
- 討厭：體育、日常
- 最喜歡的話：「至上的處世之道，非妥協而是適應。」－－格奧爾格·齊美爾
- 身份：來良學園一年級生（小說第四卷開始為二年級）
- 其他身份：「DOLLARS」創始人之一兼領導人

個性認真低調，單純且重視朋友，對事觀察敏銳，感情方面卻十分羞澀而遲鈍，常吐槽紀田正臣的冷笑話；覺得人生無聊，經常期望生活在「非日常」，對於池袋發生的種種事件感到十分興奮。
小說中本人的自述，曾聽說自己的祖先似乎是名門望族，但現在雙親都只是普通的上班族。後認識班上的班長搭檔杏里並互有好感，雖未表白但實際上已是校內公認的情侶；對於臨也、門田京平和賽爾堤等也有所接觸。
小學初識紀田正臣，十分崇拜他的行動力，常跟著他到處跑。升高中時應紀田正臣的邀請而第一次離開故鄉並來到池袋獨居生活（父母仍在故鄉），一同就讀來良學園。一開始是以自己會打工賺取生活費的條件為由說服父母同意讓他來到池袋，來到池袋後學費外的生活開支是在學業之餘經各種網路商務自己賺取而來。
國中時與網友以開玩笑的心態於網路上共同創立「DOLLARS」，但其他創始人在「DOLLARS」與現實扯上關係後相繼隱退，而他目前仍持續經營着，同時也是「DOLLARS」官方網站的管理者。
在折原臨也的陰謀下，「黃巾賊」與「DOLLARS」產生紛爭，「黃巾賊」內部就因「藍色平方」的成員趁機混入而叛變，最終在池袋引發戰爭。此大戰最後以「DOLLARS」將反叛的「黃巾賊」擊敗並解決各種誤會而結束。
第六卷經歷流氓混入DOLLARS事件後遭受打擊時性情大變，接受了黑沼青葉的提議与他合作，決定利用他的势力對「DOLLARS」進行「净化」的行动，但並不曉得過去藍色平方與正臣、三島沙樹的糾紛；第八卷後同人出現的「琉璃帝人」，是「聖邊琉璃跟蹤案」犯人因他體型跟聖邊琉璃相像才出現的誤導；在電擊特刊上刊出的作者外傳中，出現過他在老家的國中畢業同時被校內外32個非人類女性爭奪但本人並不知道的故事。於第十一卷表示得知過去藍色平方與正臣、三島沙樹的糾紛，並未對此做出任何行動。
第十三卷時和正臣在大樓頂見面，並說明:因為他發現即使將不良分子趕出「DOLLARS」，還是會有更多人進入，因此他要讓「DOLLARS」在今晚後消失，成為都市傳說。而在這之前，他早就邀請了許多小型暴力團前來集會，接著以特殊手槍向警局和栗楠會門口開槍。最後射傷正臣意圖自殺,杏里等人趕到而被塞爾提及時阻止。事件結束後與正臣和杏里和好，但卻在大街上遭那須島刺傷，因此住院。
在SH篇裡，因受傷住院而留級，和黑沼青葉同為三年級。擔任學校的圖書委員長，戴上了眼镜，被評價為「長得很帥，在女生中人氣很高的温和學長」。與園原杏里交往。在第三卷和八尋交談時眼睛出現红光（疑似被那需島隆志袭击所致，成为罪歌之子，但是已经克服罪歌的控制），并且开導八寻，对于道路魔的情况進行分析。
紀田正臣（紀田正臣（きだ まさおみ），Kida Masaomi）聲優：宮野真守；廣橋涼（幼年）
- 聊天室暱稱：「巴裘拉」(三大派系衝突結束後加入)
- 生日：6月19日
- 星座：雙子座
- 血型：A型
- 身高：170cm
- 體重：60kg
- 瞳色：淺棕
- 髮色：茶褐色
- 弱點：怕冷
- 服裝：連帽Ｔ恤
- 喜歡的食物：與異性一同進餐
- 討厭的食物：在座都只有男性的進餐
- 興趣：搭訕女性、說冷笑話
- 喜歡：英語、三島沙樹
- 討厭：歷史、折原臨也
- 最喜歡的話：「Love is a leveller.」（戀愛面前人人平等。）
- 身份：來良學園一年級生（小說第三卷結束後休學）
- 其他身份：「黃巾賊」創始人兼領導人「將軍」、「DOLLARS」成員（不活躍）

表面個性輕浮、樂觀，十分重視朋友，常搭訕女性，打架技術不錯。
與龍之峰帝人從小就是朋友，小時候是玩伴們的頭痛根源，最大受害者為帝人，當時最大的事跡是半夜兩點要帝人陪他去抓獨角仙；中學畢業後邀請帝人與他一同就讀來良高中。平時表現出來的模樣十分輕浮，但非常重視與帝人以及園原杏里的友情。
國中時統合小混混創立「黃巾賊」，被称为「將軍」，因砍人魔事件而回歸，同時亦為「DOLLARS」成員，但並不活躍；曾因臨也幫助「黃巾賊」而十分崇拜他，在他的介紹下認識三島沙樹並成為情侶，在三年前藍色平方衝突事件牽連及沙樹時因懼怕而逃避，此後因深感慚愧而避不見面，也慢慢地畏懼起掌控一切的臨也，在與藍色平方的鬥爭中一度瓦解，之後便發誓不再接觸黑社會。
因害怕而沒有去拯救被藍色平方當成人質的戀人三島沙樹，鬥爭結束後一直對這件事感到相當內疚，也不再面對沙樹。
事件結束後，決定不再逃避過去，與沙樹道歉後重回兩人的戀情，之後兩人離開了池袋一同生活。
因「黃巾賊」與「DOLLARS」紛爭而再度重返回「黃巾賊」，在得知帝人的情況後，決心要解救帝人。於十二卷告知千景其過去，並與千景一同行動中。
因六條千景的幫助,最終和帝人會合，但被性情大變的他射傷左腿。
園原杏里（園原杏里（そのはら あんり），Sonohara Anri）聲優：花澤香菜
- 聊天室暱稱：「罪歌」（砍人魔事件結束後加入）
- 生日：10月31日
- 星座：天蠍座
- 血型：O型
- 身高：152cm
- 體重：不明
- 瞳色：棕（發動罪歌之力時為紅色）
- 髮色：黑
- 服裝：校服
- 喜歡的食物：螃蟹
- 討厭的食物：生肉
- 喜歡：體育、龍之峰帝人
- 討厭：音樂
- 最喜歡的話：「朋友是第二個自己。」－－亚里士多德
- 身份：來良學園一年級生（小說第四卷開始為二年級）
- 其他身份：妖刀「罪歌」寄宿主「母親的寄主」、「DOLLARS」成員

巨乳眼镜娘，被正臣说成「可爱又性感」，不懂反抗他人，總是不停說「對不起」。雖然外表看似文靜，其實是個在成績單上所有學科跟體育都是滿分的超完美優等生。
與龍之峰帝人以及紀田正和是朋友，實際上喜歡帝人，卻因為不清楚愛的情感而無法說出自己的心意，但實際上兩人已是校內公認的情侶之一。對正臣半開玩笑的追求有著模糊不清的情感，但還是將他與帝人視作最好的朋友和最重要的人。
生在非常不平和的家庭，其父親是一名古董商人，常把做生意的不滿發洩在家人身上，其當時父親的妖刀「罪歌」意外的寄宿到母親身上，雙親皆死於妖刀。之後自己被妖刀寄宿。對於痛苦的事情產生漠視，面對事情的態度因而變得非常冷漠。
中學時和張間美香是朋友，不過實際上只是一個陪襯的角色，與龍之峰帝人以及紀田正和成為朋友後隨即與她脫離了關係。和塞爾提、狩澤繪理華關係不錯。
妖刀「罪歌」狂愛著人類，其愛著人類的聲音會影響寄宿者，使得寄宿者代替妖刀表達愛意，砍殺人類。但杏里因面對不利的事物（父親的打罵、同學的欺負）就将其擠出「畫框外」，將心靈封閉因此其漠視情感的能力使得她不被妖刀狂愛人類的聲音影響，並能掌控妖刀。
在SH篇裡，與龍之峰帝人交往。

### 第二部「SH」主要角色
三頭池八尋（みずち やひろ）
來自秋田的少年，擁有感應危險的敏銳直覺並經常以暴力對抗威脅他的人，因而被同儕以怪物看待。國中時因為從來到秋田旅遊的新羅口中，得知池袋有著許多怪物與獨色幫的都市傳說，於是便考上來良學園，親自上京一探究竟。
琴南久音（ことなみ くおん）
辰神姫香（たつがみ ひめか）

### 來良學園
矢霧誠二（やぎり せいじ，Yagiri Seiji）聲優：堀江一真
- 身份：來良學園一年級生（小說第四卷開始為二年級）

從小就對賽提爾的頭有著非常狂熱的迷戀。
某次將頭顱從姊姊的研究所偷出來私藏，卻被擅闖進他家的張間美香發現，易怒之下就拿抓起她的頭重擊牆壁造成重傷，且覺得她死了。
由姐姐矢霧波江幫助她處理張間美香後才知道美香並沒有死，不過波江瞞著弟弟美香沒死的事情，便假裝頭顱與美香的身體連接而復活，並安排他們成為戀人。
在誠二不知情的時候，頭顱被回收。
誠二最後得知美香偽裝的真相，雖重受打擊，但決定在找到「頭」以前先與美香在一起來安慰自己。
張間美香（はりま みか，Harima Mika）聲優：伊瀨茉莉也
- 身份：來良學園一年級生（小說第四卷開始為二年級）

帝人的同班同學。家事水平很高，杏里中學時代的朋友，狂熱迷戀矢霧誠二而成為跟蹤狂。
在矢霧波江的安排下假裝成頭顱的樣貌，並與誠二成為戀人。
成為跟蹤狂後展現傑出的搜查能力，培養出了駭客一般的技術，擅長用萬能鑰匙撬鎖。其料理的技術也相當一流。
折原九瑠璃（おりはら くるり，Orihara Kururi）聲優：金元寿子
- 聊天室暱稱：「狂」（小說第四卷加入）
- 身份：來良學園一年級生（小說第四入學）

沉默寡言，身材很好，臨也的妹妹，舞流的雙胞胎姐姐，被她稱作「九琉姐」。
看似弱氣少女，巨乳，但受哥哥臨也影響，對確實對他有敵意的人就不會放過。
小說第四卷進入來良學園就讀，曾因受黑沼青葉幫助而與他接吻，與妹妹都是羽島幽平的粉絲。
自矢霧波江處獲得聊天室登入權限，在聊天室的個性與現實完全相反，十分多話。
折原舞流（おりはら まいる，Orihara Mairu）聲優：喜多村英梨
- 聊天室暱稱：「參」（小說第四卷加入）
- 身份：來良學園一年級生（小說第四入學）

活力貧乳少女，配戴眼鏡，常公然翻閱色情雜誌，臨也的妹妹，九琉璃的雙胞胎妹妹。
小說第四卷進入來良學園就讀，曾因姊姊受黑沼青葉幫助而與他接吻，雙胞胎都是羽島幽平的粉絲。
平常穿著黑色水手服，自稱雙性戀者，喜歡姐姐九琉璃，身手不錯，也使用圖釘和釘鞋做武器，可以一個人打倒整群混混，受哥哥臨也的影響，對自己的敵人會讓其在身心都受到極大傷害，有腹黑、喜歡玩弄他人的傾向。
自矢霧波江處獲得聊天室登入權限，在聊天室十分寡言，但還是很色，曾觸發聊天室「發言遮蔽」機制。
姐妹倆有着达成「完人」的理想，故意養成截然相反的性格和表現，以求两人结合就全属性具備没有弱點。
臨也曾表示無法應付這兩個妹妹，稱她們為「荒謬的中二病患者」。
「樂影JYM」的學徒，師父是寫樂影次郎。
瀧口亮（たきくち あきら，Takikuchi Akira）聲優：岡本信彦
- 身份：來良學園一年級生
- 其他身份：「DOLLARS」成員（三大派系衝突中退出）

動畫原創人物，與帝人等人同年級，1年D班的學生，有用口琴作曲的興趣。
「DOLLARS」的一員，遭法螺田打傷後自動退出「DOLLARS」，不過在杏里逃脫事件以「DOLLARS」的一員幫助杏里逃離法螺田的性騷擾。
神近莉緒（かみちか りお，Kamichika Rio）聲優：戶松遙
帝人跟杏里的同班同學，双馬尾，網路暱稱「神近」。
動畫中曾經被臨也拿來測試「自殺者的心理」。
於原作6卷做為六条千景的女友——小望的朋友登場，並同小望一起被捲入DOLLARS與TO羅丸紛爭的綁架事件中。
那須島隆志（なすじま　たかし，Nasujima Takashi）聲優：うえだゆうじ
來良學園的老師，在學校中有些不好性騷擾的傳聞，曾騷擾杏里，後被開除。
實際上是欠下大筆負債，為了還債，運用了不法手段，與贄川春奈曾有一段戀情。
小說中在自家以滅火器砸向靜雄，被靜雄以滅火器鐵指虎打進夢中。
動畫中企圖隨機搶劫靜雄還債，被靜雄一拳轟飛。
知道春奈、杏里的罪歌身份，可以说接近二人是早有预谋。
最後落得被贄川春奈監禁的下場。
贄川春奈（にえかわ　はるな，Niekawa Haruna）聲優：中原麻衣
贄川周二的女兒，一年前被來良學園退學，從此之後一直關在家裡。
實際身份是「罪歌」之子，砍人魔事件「撕裂者之夜」的實際引發者，曾進出DOLLARS聊天室，為了宣洩被那須島隆志拒絕的憤怒而不停地進行罪歌的擴張，對那須島看上（騷擾）的杏里相當憤恨。
招集池袋所有「罪歌」之孫去襲擊靜雄，被杏里用真正的「罪歌」刺昏，之後被塞爾堤帶到新羅處治療。
已能自由控制體內的「罪歌」之子，曾經為了再次見到那須島而暫時跟隨臨也。
在結局中綁走那須島，完成了她的夢想。

### DOLLARS
門田京平（かどた きょうへい，Kadota Kyouhei）聲優：中村悠一
- 綽號：「小田田」
- 9月15日（處女座）
- 身高：183cm
- 體重：74kg
- 血型：B型
- 喜歡的食物：壽司、天婦羅蕎麥麵、綠茶
- 討厭的食物：不怎麼習慣刀叉的使用
- 最喜歡的話：「站在人生的打者席上的話，一定要揮棒打擊不要被三振出局。」——職業棒球選手小林繁的話
- DOLLARS帳號：「MONTA」
- 身份：裝潢工匠
- 其它身份：DOLLARS成員

为人正直，故事中獨一無二的成熟大人。與新羅、臨也和靜雄同期畢業於來神高校。
暱稱命名者是臨也，雖然不喜歡這個暱稱，但是週遭的人卻無法停止「小田田」這種叫法。
曾隸屬於「藍色平方」，但因看不慣管理階層的腐敗而叛變，給了「藍色平方」致命打擊後退出。目前為「DOLLARS」的一員，知道帝人是首領。
曾說過自己喜歡的女性的類型是女明星佩内洛普·克鲁兹。
遊馬崎沃克（ゆまさき うぉーかー，Yumasaki Walker）聲優：梶裕貴
- DOLLARS帳號：「沃克」
- 身份：冰雕師
- 1月23日（水瓶座）
- 身高：174cm
- 體重：55kg
- 血型：A型
- 喜歡的食物：漫畫肉
- 討厭的食物：「如果挑食的話那去二次元世界時就麻煩了啊所以不管蟲子還是別的啥我都能吃」
- 最喜歡的話：「既然如此那麼就聽好了！照順序就先從ア行的開始吧......」——漫畫跟動畫、動漫製作者們的名言（一次講了100多個以上在此省略）
- 其它身份：DOLLARS成員

混血儿，將所有自己看不順眼的東西都視為「非現實」。種種及其怪異的行為總是讓人出乎意料。
在瞇眼下是一對非常鋒利的雙眼，認真时会露出很恐怖的表情。手力很大，能將一根免洗筷縱向拆開。
自由職業者，主要以雕動漫角色的冰雕為主。和狩澤繪理華兩人是共同狂熱愛好ACG的好友，特別熱愛電擊文庫。
跟隨著門田京平反叛藍色平方，隨後也加入了DOLLARS。
幫渡草修車門時順便作了動漫彩繪而被渡草怨恨。更因把圖片放上網，致使車子無法如過去般運用。
狩澤繪理華（かりさわ えりか，Karisawa Erika）聲優：高垣彩陽
- 身份：自由業
- 生日：11月3日（天蠍座）
- 身高：160cm
- 體重：不明
- 血型：B型
- 喜歡的食物：某卡拉OK店的蜜糖吐司
- 討厭的食物：酒類
- 最喜歡的話：「精神不死，只要有好故事與聽眾。」——取自電影《海上鋼琴師》
- 其它身份：DOLLARS成員

遊馬崎沃克的好友，是個腐女，也很熱愛電擊文庫。
會自製一些小飾物擺放在網絡上拍賣，以此賺取生活費用。
曾隸屬「藍色平方」，後隨門田京平轉入「DOLLARS」。
喜欢Cosplay，见到鲸木重后惊为天人，立刻向她交换名片希望她加入自己的Cosplay同好团。
渡草三郎（とぐさ さぶろう，Togusa Saburou）聲優：寺島拓篤
- 身份：房東
- 生日：7月30日（獅子座）
- 身高：166cm
- 體重：57kg
- 血型：A型
- 喜歡的食物：拉麵
- 討厭的食物：在車上吃的話會掉的到處都是的那一類東西
- 其它身份：DOLLARS成員

聖邊琉璃的狂热粉絲，非常珍惜自己的愛車。
曾隸屬「藍色平方」，後隨門田京平轉入「DOLLARS」。
靠出租祖宅收租为生，常開車載著門田京平等人到處跑。

### 藝人
平和島幽（へいわじま かすか，Heiwajima Kasuka） 聲優：岸尾大輔；沖佳苗（幼年）
- 身份：藝人
- 生日：2月22日（雙魚座）
- 身高：177cm
- 體重：62kg
- 血型：O型
- 喜歡的食物：自家製的咖哩飯、布丁、乳製品
- 討厭的食物：口香糖（不知道該嚼到何時）

靜雄的弟弟，藝名「羽島幽平」的偶像，隸屬的經紀公司是「Jack o' Lantern Japan」，養了一隻名為唯我獨尊丸（聲優：種崎敦美）的蘇格蘭折耳貓。
沒有「感情表現」的男人，成為演員也是希望能在演戲的過程中了解如何表達自己的感情。
歌唱、運動、演戲都相當完美，但卻不適合上談話性節目，曾有過在假日接到跟蹤狂的電話，自己和對方不發一語長達二十個小時，及後跟蹤狂無法忍受壓力自己自首的趣聞。甚至有整人節目在幽平不知情的情況下設計有黑道強迫幽平剁掉小指，本人卻毫不猶豫的作勢剁下、工作人員緊急出面阻止的事件。
對哥哥十分信任，被新羅稱做「弟弟的性格剛好是哥哥缺少的那一半」，除了靜雄之外，幾乎沒人能從表情上看出其情緒波動。能簡單的用一句話或一個動作，平息自家哥哥的暴走情緒。
在「塞爾提懸賞事件」之後和聖邊琉璃同居，對媒體宣稱交往中。
聖邊琉璃（ひじりべ るり，Hijiribe Ruri） 聲優：藤田咲
- 身份：藝人
- 生日：9月27日（天秤座）
- 身高：162cm
- 體重：45kg
- 血型：不明
- 喜歡的食物：肝臟刺身（生肝臟切片）、鐵分多的食物
- 討厭的食物：蒜頭料理
- 其它身份：殺人魔「HOLLYWOOD」

本來是「澱切Shining」公司的当红女藝人，十九歲。粉丝无数，包括塞爾提和新羅跟渡草都是她的粉絲。在澱切陣內失蹤後跳槽到「Jack o' Lantern Japan」。
為與無頭騎士類似的非人類存在和人類的混血兒，家族在數代前混入了怪物的血脈，因此有著異於常人的身體，体能和自癒能力远超常人。
父親與祖父均是入贅，怪物的血統似乎是來自於祖母那邊（實應為外祖母）。从小便對電視上使人感到自由奔放的怪物着迷，其中也包含對已失去了音訊的祖母的憧憬。在過去被稱為是名門的家族由於祖父與父親事業失敗而家道中落后便被寄養在遠房親戚家，並在國中畢業後由於對怪物的憧憬而一腳踏進成為特殊化妝師一行的道路，但之後在澱切陣内的勸誘下進入了「澱切Shining」，成为女艺人。
在澱切陣内的安排下，而後在一場懇親會中使得自己原先不知情的怪物之血從此覺醒。在身心歷經殘害後，又在後來幾番曲折最終得知為將自己帶回而前來的父亲已遭澱切陣内杀害的真相，而决定成為真正的怪物並复仇，秘密的以特殊化妝的技術扮成各种怪物的模樣四处杀害與父親死亡有關的人。因為行兇時的怪物裝扮而被人以殺人鬼「HOLLYWOOD」（好萊塢）称呼。
但在遇見塞爾提和平和島兄弟後開始珍惜並接受怪物的體質，試著回到人類的生活。
之後跟平和島幽同居並對媒體宣稱交往中。
与鲸木重有血缘关系。
筒川梓（アズサ）（つつがわ あずさ，Tsutsugawa Azusa） 聲優：東城日沙子
初登場於外傳小說第5卷，後來也在本篇第9卷登場。
本來在做仙人跳，想騙渡草而與門田們相遇。過去是「澱切Shining」旗下的童星，澱切的犧牲者之一。
在門田等人的幫助下重新走上偶像之路，也成了狩澤的cosplay伙伴。對門田抱著淡淡的好感。
夢乃坂菖浦（アヤメ）（ゆめのざか あやめ，Yumenozaka Ayame）
人氣女大學生偶像，初登場於外傳小說第3卷和羽島幽平的共演。
獅子崎一的前女友，雖然獅子崎突然失去音訊仍愛著他。
外傳小說最終卷與獅子崎在埼玉重逢。

### 俄羅斯人
賽門・布茲涅夫（サイモン・ブレジネフ，Simon Brezhnev）聲優：黑田崇矢
- 生日：5月5日
- 星座：金牛座
- 血型：O型
- 身高：220cm
- 體重：129kg
- 瞳色：棕
- 髮色：灰
- 服裝：壽司店服
- 喜歡的食物：山葵
- 討厭的食物：「喔─，喜歡跟討厭沒有差唷。討厭的東西，放在醋飯上，就變身成壽司呢。吃起來很棒唷」
- 最喜歡的話：「Любишь кататься, люби и саночки возить.」（你喜歡玩雪橇，也得喜歡拉雪橇。）
- 身份：壽司店員工
- 其他身份：「DOLLARS」成員

俄羅斯籍黑人，時常面帶笑容，個性親切，說日文時帶有腔調且滑稽，說俄文時則很嚴肅。
原前蘇聯特殊部隊與「武器商社」成員，軍隊桑搏（極似柔道的一種搏擊）專家。
本名沙邁，「賽門」是「武器商社」時期的代號，也是在池袋用的名字（英文發音）。
目前在老友兼「武器商社」時期戰友丹尼斯開的「露西亞」壽司店中工作。
與平和島靜雄為好友，同為「DOLLARS」成員，能擋下他超凡的怪力，因過去經歷而不樂見人們鬥毆，常作為勸架的角色。
丹尼斯（デニス，Dannis） 聲優：高橋伸也
俄羅斯籍白人，「露西亞」壽司店的店長，原前蘇聯特殊部隊成員，白刃戰專家。
曾為了警告正臣與門田京平等人而把生魚片刀投擲至牆上。
葉戈爾 聲優：森川智之
俄羅斯排名第七名的殺手，原本是蘇聯特殊部隊成員，退役後加入「武器商社」，成為社長藺基林的愛將。執行任務時會將隨手抓到的物品當作武器，因此被稱為「哲學的殺人機械」。
為了追殺從「武器商社」叛逃的史隆和梵蘿娜而來到池袋，期間卻因順便接受有關都市傳說的工作而慘遭不幸，先是和岸谷森嚴討論委託時，路過碰觸杏里的肩膀，被失控的妖刀「罪歌」割傷，成為「罪歌」之子。後又受森嚴之託與「好萊塢」交戰時，誤拿靜雄的公事包當武器，被靜雄拔起的公園椅打飛而當場重傷毀容，情急時為折原姊妹所救，而後為報答救命之恩成為兩人的護衛。
梵蘿娜 聲優：M・A・O
身材姣好的金髮俄羅斯美女，20歲，本名卡拉絲，是「武器商社」參謀杜拉康的女兒。自幼喪母，鄰居也因深知她是殺手世家刻意遠離，唯一陪伴她的只有父親買來的書籍，也因此她養成閱讀的習慣，能將學習到的知識一字不漏的記在腦中，不論是否有用。
10歲時家裡被小偷入侵，於是她便以學到的知識，在浴室中電死了他，同時使剛回家的杜拉康刮目相看，梵蘿娜對當時父親的眼神難以忘懷，並開始不停找尋更強的對手火拼。後來杜拉康擔心她的行徑終將引火自焚，請來賽門教導武術，並讓她以「梵蘿娜」(為俄文「烏鴉」之意)的代號加入「武器商社」，想讓她接受組織的管理，但梵蘿娜反而變本加厲，甚至還一度單槍匹馬消滅了敵方組織。
為了追求更強的對手，她從商社偷渡了一整車武器，跟史隆一起來到池袋開了萬事屋。受到澱切陣內的委託綁架粟楠茜、殺死塞爾堤，以及臨也的委託教訓杏里，最初她認為這些工作過於簡單，卻因此接觸到池袋超乎「常識」的都市傳說，兩個委託皆因輕敵失敗。後來趁著杏里被捲入藍色平方與To羅丸的鬥爭時回來報仇，正當雙方激戰時，靜雄扛著她的機車及時阻止現場的混亂，而她見識到靜雄怪物般的實力後，無法自制的射出彈簧刀挑釁，結果被憤怒的靜雄追擊，連好不容易綁來的茜也被意外救走，事後被栗楠會派來的赤林抓走後送往「露西亞」壽司店。
第七卷在賽門的介紹下成為靜雄和田中湯姆的同事，期間好幾次搶在靜雄前打垮欠債者、與前來找靜雄和茜麻煩的流氓，最後竟傳出茜是她與靜雄之女的傳聞。實際上梵羅娜已經將靜雄當作獵物，還曾與茜爭辯誰才能殺掉他。
第十一卷為了完成鯨木的委託而襲擊警局拘留所，並搶走塞爾堤的頭顱，也因此暴露自己便是當初攻擊靜雄的機車騎士，之後與前來救援塞爾堤的靜雄對峙時，意外被臨也投下的鋼筋壓傷，導致他失控與臨也大打出手。梵蘿娜因著不願靜雄成為殺人的怪物，打算代替他殺死臨也，但最終被賽門的閃光彈震暈沒有成功。劇末和靜雄約好下次見面時再度切磋後，與史隆、葉戈爾回到俄羅斯，不過始終沒有表明自己真正的心意。
史隆 聲優：三上哲
40多歲的壯男，本名羅，代號為俄文「大象」之意。杜拉康的手下，原前蘇聯特殊部隊與「武器商社」成員，常常因為小事而在意到心神不寧。
劇中跟隨梵羅娜來到日本，在萬事屋中擔任配給、後勤的職務。與她一同接取綁架粟楠茜的任務而被連累，任務失敗後被青崎帶來的手下射傷雙腿，帶走囚禁。
杜拉康 聲優：山路和弘
配戴眼鏡，梵蘿娜的父親，西斯特瑪（俄羅斯武術）的高手。原前蘇聯特殊部隊成員，「武器商社」的參謀，賽門與丹尼斯過去的上司。
藺基林・德古勒尼可夫 聲優：辻親八
「武器商社」的社长，葉戈爾等人的上司。個性有點天然呆。

### 粟楠會
粟楠道元（あわくす どうげん）聲優：飯塚昭三
粟楠會的會長，茜的祖父。聖邊琉璃的粉絲之一。
粟楠幹彌（あわくす みきや）聲優：加瀨康之
粟楠會專務，粟楠道元的次子，未來的粟楠會老大。被手下們稱作「少主」。
曾私下雇用史隆解決間諜，但因無人知道，造成靜雄被栗楠會追殺的烏龍。
粟楠茜（あわくす あかね）聲優：久野美咲
粟楠會的大小姐，幹彌的女兒，道元的孫女。十歲的小女孩。
一直以為父親的職業是畫廊老闆，用手機上網後得知粟楠會的真相後無法接受離家出走。在臨也的誘騙下使用強力電擊棒攻擊靜雄。
後來被靜雄保護，從此之後總是纏著靜雄不放，稱靜雄為「靜雄哥哥」。
跟折原雙子的關係很好。為了超越梵蘿娜，目前跟舞流一起在「樂影JYM」接受影次郎的指導。
四木春也（しき はるや）聲優：大塚芳忠
粟楠會幹部，年齡約三十歲後半以上的偏瘦男人。是個雖算不上年紀大卻凌駕於粟楠會各幹部以上的人物，擔當相當重要的職務，表面上的身分是跟粟楠幹彌經營同一間繪畫販賣與代理的公司，職稱是公司的常務董事。經常跟臨也、新羅、塞爾提進行事務聯繫和委託。
性格沉著冷靜，就算見到了塞爾緹安全帽下的真面目也無動於衷，反而把嚇到魂不附體的部下教訓一頓。雖說基本上是冷靜到近似冷酷的個性，但對於粟楠茜是以絕對的敬意與關心對待，依對象不同，也會有溫和的一面。對於正直的人會以禮相待，據風本所言，似乎是聖邊琉璃的支持者。
是一般所稱的「知識階級的黑道分子」、「高學歷黑道分子」，對於無頭騎士的傳說也所知甚詳，此外，新羅稱他為「知識階級的賭徒」。
在番外篇12.5話「天網恢恢」能以流利的英語說話。是合氣道黑帶的高手，在打架方面也具有相當的能力，把臨也視為自己管轄範圍以內的對象，具有牽制臨也行動的作用。
青崎柊（あおさき しゅう）聲優：梁田清之
粟楠會幹部，人稱『粟楠的青鬼』，目出井組系武鬥派的領頭，擁有高超的戰鬥能力，曾經在瞬間擊敗史隆。
赤林海月（あかばやし みづき）聲優：山口勝平
粟楠會幹部。身着条纹西装、手持拐杖，看似轻浮的男子。目出井組系武鬥派。稱號為『粟楠的赤鬼』，聖邊琉璃的粉絲之一。右眼是義眼，是被當時「罪歌」所支配著的「初代砍人魔（杏里的母親園原沙也香）」所傷，並因此鍾情於謎一般的砍人魔。
雖然是黑道但非常討厭人家販毒，自稱是「偽善之人」，原因是沙也香的丈夫被藥物控制，而常常施暴於沙也香，沙也香自殺后，赤林與一位毒販老大聊天時得知，就是他販毒給沙也香的丈夫，而當買家還不出錢的時候，他慫恿要其殺死家人，這樣就可以領保險還債，進而造成園原家的悲劇。
之後赤林負起了照顧她的女兒的責任，一直帮助着杏里。第八卷時因罪歌（杏里）的邀請加入聊天室行列，聊天室的名字是「餓鬼」，後來也注意到Dollars的情報取得十分方便而選擇加入，但也因此發覺此獨色幫的氣氛越來越奇怪，與帝人見面時更隱約察覺他正在進行危險的計畫。最終因為得知帝人是杏里的戀人，而決定主動介入，要求企圖接管Dollars勢力的青崎，將帝人的事情留給他解決。並在Dollars崩毀事件結束後，協助將被那須島刺傷的帝人送進醫院。
風本隆秋（かぜもと たかあき）聲優：山本兼平
粟楠會幹部。聖邊琉璃的粉絲之一。
黃根聲優：佐藤節次
因警方暴力團對策部的葛原夢路被逐出了粟楠會。現在是自由職的偵探。

### 尼布羅
矢霧波江（やぎり なみえ，Yagiri Namie）聲優：小林沙苗
誠二的姐姐，矢霧清太郎的姪女，年僅二十五歲便當上矢霧製藥高層的女强人。在誠二剛出生時，她的父母便因交易失敗而被擠出高層，連帶讓身為子女的她們受到冷落，於是渴望親情的波江，便將感情傾注在弟弟誠二身上，最終萌生了扭曲的愛意，為了他什麼事都做的出來，甚至認為誠二的愛必須建立於她身上（有弟控侵向）。
弟弟十歲時，波江偷偷將伯父收藏的杜拉漢頭顱展示給他看，沒想到誠二卻因此愛上了頭，到後來還從研究所搶走它。等到波江查覺到時，誠二已經打死了看到頭顱的同學張間美香。波江來到誠二家裡收拾善後，並意外發現美香其實沒死，於是她為了轉移誠二對頭的注意力，便在美香的同意下，與新羅一起將她的容貌整到與塞爾堤一模一樣後送給誠二。殊不知自己的行動反而讓塞爾堤以為自己的頭有了下落，並將她的所作所為都曝光給帝人。波江正反悔並打算抓回美香時被帝人約出來對質，結果與手下一同被Dollars的群眾逼退，事後被矢霧製藥追捕，不得以带着塞尔提的头投奔折原臨也成为他的助手。
她討厭的人有：塞爾堤「萬惡的根源」；張間「死纏爛打的寄生蟲」（在第7卷升级为“情敌”）；帝人「妨礙自己計畫的人」。
岸谷森嚴（きしたに しんげん，Shingen Kishitani） 聲優：大塚明夫
新羅的父親，平時總是帶著白色防毒面具，穿著白色研究員袍。任職於尼布羅。
實際上他就是盜走塞爾堤的「頭」的元兇，也是將罪歌賣給園原家、間接導致園原家悲劇的兇手。
言行脱线至极，连偷走头这个秘密都能当着塞尔提的面脱口而出。新罗喜欢解剖的变态性格遗传自他。在得知儿子与塞尔提的恋情后要求塞尔提称他为公公。
艾蜜莉亞（エミリア）聲優：種崎敦美
森嚴的再婚對象，在新羅和塞爾堤面前現身的白人女性。
第一人稱「小生」。尼布羅的研究者。
操着一口奇怪的日語。童顏，白衣底下擁有纖細又性感的好身材。希望塞尔提称她为婆婆，但实际看上去比新罗都年轻。
矢霧清太郎（やぎり せいたろう）聲優：茶風林
原矢霧製藥的董事長，也是矢霧姐弟的伯父。在矢霧製藥被併購後目前任職於尼布羅。
有著收集非人類存在的癖好，過去曾以脅迫的方式從森嚴手中買下塞爾堤的頭，後來尼布羅為了取回頭顱而趁矢霧製藥即將破產之時要求收購，頭顱也在併合前就被波江帶走。
但他並沒有因此停止自己的興趣，為了得到自己感興趣的事物(包括塞爾堤的頭及「身體」、殺人鬼好萊塢、妖刀罪歌)而開始與澱切陣內有所接觸，但並沒有注意到澱切陣內的異常性，對老友岸谷森嚴給自己的忠告也沒有放在心上。第十卷時與鯨木在路上襲擊波江，打算問出頭顱的下落，但卻被森嚴阻撓，並被二度警告卻仍不聽勸。
最後雖然在鯨木與梵羅娜的幫助下捕獲覺醒的塞爾堤，並且拿回了頭顱，結果森嚴與葉戈爾卻又現身將頭顱歸還身體，於是他只能眼睜睜看著恢復原狀的塞爾堤騎馬離去，精神崩潰跪倒在地。

### 藍色平方
黑沼青葉（くろぬま あおば，Kuronuma Aoba）聲優：下野紘
- 聊天室暱稱：「純粹100%」
- 身份：來良學園一年級生（小說第四入學）
- 其他身份：「藍色平方」創辦人兼首領（小說第四卷重回管理）、「DOLLARS」成員

小說第四卷進入來良學園就讀，折原九琉璃的同班同學，看似天真的娃娃脸少年，实际阴险腹黑。
舊姓泉井，後來父母離婚改母姓黑沼，對無能的哥哥泉井蘭感到厭惡。
對九琉璃和舞流抱有好感，曾因幫助九琉璃而被姐妹倆親吻。
實際身份是「藍色平方」的創辦人，藉口威勢不足服人，將組織交给哥哥管理。
第四卷回歸池袋後重新掌理「藍色平方」，並企图利用龍之峰帝人和「DOLLARS」。
「DOLLARS」成員，知道帝人是首領，視折原臨也為競爭對手。
泉井蘭（いずみい らん）聲優：伊丸岡篤
「藍色平方」的老大，是個無能但卑鄙的男人，習慣在與人對峙時問一些簡單的問題挑釁對手，以一把大槌子作為武器，由於小時候經常被弟弟黑沼青葉陷害而與它關係很差。
年輕時因青葉的請求而代替它管理藍色平方，並在兩年前領導幫眾對抗黃巾賊，但行動情報卻總是被折原臨也暴露給敵方首領紀田正臣，屢屢落敗，於是他便與法螺田綁走正臣的女友三島沙樹，企圖逼他就範，結果因門田京平與游馬崎沃克的背叛，而被警察逮捕入獄，期間還被遊馬崎放火毁容而極度仇視他。
出獄時將自己的髮型從飛機頭改為長髮，身體能力也因在獄中不斷撞頭自殘而變得強悍，與舊識寫樂美影加入臨也的行動，打算對所有與他有怨的人復仇，與青葉重逢時恐嚇他「當我解決其他人時就輪到你了」，並重新加入藍色平方。後來找上黃巾賊想報仇，並將帝人已經成為藍色平方老大的事情告訴正臣，卻因為六條千景插手而失敗。第十三卷趁著「DOLLARS」大集會時率眾終於找到門田與游馬崎等人，並砸毀了渡草的車窗與他們正式開戰，結果因為塞爾提用黑霧制止池袋的混亂，只能不了了之。
法螺田（ほらだ）聲優：高木涉
比賀的學長，第三中出身，卑鄙無恥至極的典型混混。
在泉井蘭入獄後帶領「藍色平方」的殘黨加入「黃巾賊」，並策畫顛覆組織，後於三大派系衝突中，多次與同伴擅自行動，公開違背正臣不要先動手的命令，襲擊滝口亮、靜雄等「DOLLARS」成員。第三卷末反叛正臣，將所有元老級成員打倒後順勢接收組織，並在某次集會打算與眾人解決正臣，卻沒想到集會中已經被門田京平等「DOLLARS」成員滲透，計畫失敗後與小弟坐車逃跑，卻遇上來報仇的靜雄以交通號誌牌削去車頂，而被葛原金之助逮捕入獄。
比賀聲優：遠藤大輔
「藍色平方」的小弟，第三中出身，幫其他成員跑腿的人，是「罪歌」之子。
在「藍色平方」崩解後隨法螺田加入「黃巾賊」。
八房
青葉派的藍色平方成員，「藍色平方」的命名者，病弱。二十多年後的世界「越佐大橋」女主角之一的凱莉的養父。
在「越佐大橋」中是已去世之人。

### 其他
三島沙樹（みかじま さき，Mikajima Saki）聲優：福圓美里
正臣的女友，也是折原臨也的狂熱信徒，對於正臣與帝人、杏里兩人的友誼非常在意。两年前临也為了控制黃巾賊，授意沙樹與黃巾賊"将军"纪田正臣交往。並在「黃巾賊」跟「藍色平方」的鬥爭中故意被泉井抓住，還被打斷了腿，但因為門田與遊馬崎的反叛才及時獲救，而正臣卻因恐懼而逃跑。至此沙樹在醫院中裝病躺了兩年，不斷以當初沒去救她的罪惡感控制正臣。第三卷末因不忍正臣被過去束縛，決心反抗臨也，打電話通知門田使他得知法螺田的計畫，成功讓「DOLLARS」救援正臣，事後為了與正臣修復關係而私奔。於第八卷巴裘拉（正臣）的介紹加入聊天室行列，聊天室的名字是「Saki」。
第11卷中，正臣因擔心帝人的異狀回歸池袋，沙樹為此嫉妒正臣與杏里的友情，來到杏里家中向他「宣戰」，但在彼此了解對方的想法後決定與她一起幫助正臣。故事的最後陪伴退學的正臣再度離開池袋。
贄川周二（にえかわ しゅうじ） 聲優：小山力也
三流雜誌記者，春奈的父親，因為工作不順、生活落魄而被家人輕視的男子，在妻子離開他後，女兒春奈便經常不回家。為了挽回名譽和妻女的信任，於第二卷出場時到處訪問民眾，以製作「池袋最強」的專題報導，但春奈卻在他諸事不順之時砍伤他，成为「罪歌」之孫的周二後來去襲擊靜雄，結果被靜雄以車門打暈。
第一部後期因春奈再度逃家，請求公安警察與「DOLLARS」的情報找到了正在幫助臨也的春奈，但那須島卻突然出現帶走她。第十三卷最後收到了春奈的簡訊:「爸,你放心,我現在和所愛的人在一起。」
田中湯姆（たなか とむ，Tanaka Tom） 聲優：小西克幸
靜雄的上司兼國中學長，本作少數可以跟靜雄和平相處的人之一。精于面对不同的人，擅长和人相处。
葛原金之助（くずはら きんのすけ，Kuzuhara Kinnosuke）聲優：藤原啟治
為了與塞爾提對抗而特地請來的交警，問題警官。整個家族都是員警。帶領著“白色騎警”，讓池袋暴走族聞風喪膽的強人。一旦發現任何違章就會窮追不捨絕無畏懼，包括塞爾提。恐怖的氣勢和死纏爛打的追逐在塞爾提心中留下嚴重陰影，是她的剋星。
六條千景（ろくじょう ちかげ） 聲優：小野友樹
埼玉的暴走族團體「To羅丸」的老大，給人的感覺像是時尚雜誌走出來的模特兒。
极端女權主義者，對女性彬彬有禮，决不饒恕對女性不敬的男人。儘管如此但卻是个花花公子，有一群女朋友。體能强悍，被静雄痛打一顿後第二天依然生龍活虎。
因為青葉的行動而跟「DOLLARS」結怨。在得知內幕後跟「DOLLARS」和解。
於11卷為了追查門田的事件，再度來到池袋，再追查過程中得知「DOLLARS」與「黃巾賊」的關係，向正臣提出決鬥宣言，若獲勝「黃巾賊」要納入自己的部下，若自己戰敗則當「黃巾賊」的保鏢。
12卷中在與正臣的決鬥中因泉井突然的出現而被打斷，視情況危急將正臣救走，在得知正臣的過去與現況後決心幫助正臣。
女朋友稱呼他為「小六」。
小望 聲優：戶田惠
六條千景的女友，本名不明。神近莉緒的朋友。在門田和六條對決時，被「DOLLARS」綁架。
寫樂影次郎（しゃらく えいじろう） 聲優：KENN
「樂影JYM」的師傅之一。舞流跟茜的指導。
寫樂家中排行次男，茜與舞流的介紹下加入聊天室，聊天室的名字是「夏洛」。
個性吊兒啷噹，有戀童癖傾向，讓人搞不清楚是好人還是單純的變態。
寫樂美影（しゃらく みかげ） 聲優：五十嵐裕美
寫樂家的么女，「樂影JYM」的教練之一，是個非常男孩子氣的女人。
實際上是前「屍龍」的成員，泉井的舊友，臨也的舊粉絲。
徒橋喜助（あだばし きすけ） 聲優：上田燿司
格鬥家。聖邊琉璃的狂熱粉絲。是徒橋生命保險公司董事長的兒子，有著瘋狂的愛情暴力美學。在目睹了琉璃被誘騙至儀式那天的場景後便對琉璃抱有異常的迷戀，在得知參與儀式的父親被異形之力覺醒並化身為「好萊塢」的琉璃殺害後，反而更加加深了瘋狂扭曲的愛慕並化為對琉璃的崇拜，期許一定要親手將她的身體與心靈毀滅。
第八卷時受雇於鯨木，開始跟蹤琉璃甚至還寄了恐嚇信到她的事務所中，迫使琉璃和幽向所有親友和「DOLLARS」求救，後為了追殺幽養的貓偷襲杏里，途中遇見帝人、正臣與藍色平方並痛打了他們一番，但被帝人放火燒傷背部，逃走後又被泉井蘭的鎚子打斷雙腿並帶到臨也的家中囚禁。
第十三卷最後藉著強大的執著逃出，開卡車衝撞琉璃，結果被鯨木擋下後送往警局。
澱切陣内（よどぎり じんない） 聲優：飛田展男、咲野俊介、秋元羊介
「澱切Shining」的老闆，在黑白兩道都有門路。
因為委託栗楠會暗殺聖邊琉璃卻未告知真相一事而逃跑。
殘忍冷酷的危险人物，真實工作是販賣人口和黑市情報交易（當年森嚴就是從他那里得來罪歌的消息與无頭騎士所在地的情報）。
善于欺詐和過河拆橋，陰狠卑鄙，森嚴形容他是「輻射般危險的人物」。
曾对圣边琉璃施以殘忍的實驗并杀害了後來前來想將她帶回的父亲，是促使琉璃成为杀人鬼的元凶。
在與他人會面時外貌及聲音每次往往都不同，雖對矢霧清太郎的詢問是以整形作回答敷衍，但實際真正的原因不明。
因臨也破壞了他的計畫而當街行刺，重傷對方以示警告。現在與矢霧清太郎合作企圖捕獲塞爾提。
真相是澱切陣内是組織名稱而非個人名字，各成員皆是澱切陣内，他们都被鯨木重的罪歌控制，最後被临也肅清。
鯨木重（くじらぎ かさね） 聲優：桑島法子
澱切陣内的秘書，實際上就是澱切集團的老闆。戴著眼鏡，綁著紅色髮飾，平時沒有太多表情變化的御姐，左手的手套附有電擊的功能。喜歡貓和哥德蘿莉服裝，曾經盜用過折原臨也聊天室中甘樂的帳號來聊天，並習慣在句尾加“喵”。
擁有非常高超的生意頭腦，因為此能力澱切集團的業務非常廣泛，從合法的偶像團體經營到非法的人口販賣，甚至連怪物都能當成商品。擁有澱切所贈與之罪歌的她將妖刀的能力發揮到了極致，不但能將其扭曲成線狀，甚至還能將罪歌分割成兩半賣給他人，罪歌也因此極度懼怕她的強悍。
與姪女聖邊琉璃為同為一名女妖的後代，但她卻是女妖與父親外遇所生的女兒，剛生下便被賣給名為澱切陣内的老人撫養，她從小學會不少有關商業的知識，可是澱切從未教導她愛與自我意識。澱切死後鯨木繼承了公司，然而她的心早已被公司束縛，無法追尋自己的自由。在得知琉璃走上與自己完全相反的人生後，為此感到嫉妒的鯨木，便將她騙進「澱切Shining」出道為歌手，卻在某天請來徒橋生命保險公司的科學家對她進行非人道的研究，造成琉璃覺醒成為殺人鬼。
第四起接受矢霧清太郎的委託，雇用梵羅娜、史隆、徒橋喜助等人打算捕捉塞爾堤與逃跑的琉璃，但因為行動招惹到臨也，被他用計解決了包括假社長在內的所有雇員，不過鯨木反而認為自己從社長的責任中被解放，自那天開始試著過自己想要的生活，在狩澤邀請進行cosplay時也爽快的答應了。
第十一卷中為了嘗試愛別人，強吻新羅並用罪歌刺傷他將他綁走，原因是新羅可以愛上塞爾提那種怪物，一定也可以愛上她自己的。結果塞爾提因此覺醒，化作一團黑霧追擊她，事實上鯨木的行動也是想順便完成清太郎的委託，她利用事先設下的陷阱成功綁住塞爾堤，但卻因森嚴與葉戈爾及時歸還頭顱，使塞爾堤脫身。事後發現新羅也早就脫離罪歌的控制，在新羅祝福她能另外找到自己真愛後選擇放棄。於第十三卷最後，為了補償琉璃而背下好萊塢事件真兇的罪名，幫她擋下徒橋開來衝撞她的卡車後離開了池袋。
間宮愛海（まみや まなみ） 聲優：田上真裡奈
因為失戀想要自殺的眼鏡少女，原本在奈倉（折原臨也）的誘拐下和另一個女孩準備一起輕生，卻發現臨也參加的目的只是為了觀察「自殺者的心理」，慘遭臨也捉弄的愛海為此對他產生了強烈的恨意。
原作7卷再次出現（動畫第二季初登場，第一季戲份被神近莉绪取代）在醫院企圖刺殺臨也但失敗，為了尋找下一次復仇的機會暫時加入臨也的陣營。第十三卷臨也被靜雄打倒後與黃根救走了他。
四十萬博人（しじま ひろと） 聲優：村田太志
富二代青年，販毒組織「天堂奴隸」的二把手。大學時遇見了自稱雲井的奈倉，與一起他成立了秘密製藥社團(即天堂奴隸的前身)，並在多年的經營後將其改組為販毒組織(奈倉並不知情)，隱藏於「DOLLARS」之下壯大組織。為了控制底部成員，他甚至不惜自殘，宣稱自己被雲井懲罰以將恐懼植入成員的心中。
但在勢力不斷擴張的同時，組織也引來了栗楠會與警察的圍剿，為了鞏固勢力他帶領手下企圖接收「雙頭蛇」，卻因為自己誤用了臨也的情報網，結果在「雙頭蛇」的會場連同組織成員被美影收拾。
蚯蚓 聲優：井上喜久子
非法賭博組織「雙頭蛇」（奈倉以前化名「蜥蜴」所創的賭博組織）的幹部，本名不詳
被臨也的陷阱所騙，連同組織成員被春奈的罪歌控制，先被泉井的鎚子打斷右腿，最後被他打斷左手。
九十九屋真一（つくもや しんいち）
一切成謎的人物。情报商。在一个莫名其妙的聊天室中與臨也互動，情報能力可能强于临也。
著有奇怪的散步指南《池袋逆袭》系列，在书中提出“城市的假期”之类奇谈怪论。
DOLLARS成員。被帝人視為DOLLARS相當早期的成員，深得帝人信赖。
獅子崎一（ししざき はじめ）
謎般的人物。在動畫版DVD附錄外傳小說中頻繁出現其名，新羅等人高中時代時的學長。
當時是來神高校最受女生歡迎的男生，也是統領般的人物。一頭黑髮如同少年漫畫主人公般的男子。
唯一阻止的了臨也和靜雄的打架的人，愛說教。和來神組關係不錯、但臨也因為不習慣被人友善對待很不擅長應付他。
曾在露西亞壽司打過工，教賽門奇怪日語的人。

### 聊天室
房间密码为baccano（即永生之酒）。
- 聊天室管理員

甘樂（折原臨也）
- 聊天室初期會員

田中太郎（龍之峰帝人）
塞頓（塞爾堤·史特路爾森）
- 聊天室新入會員

罪歌（園原杏里）
巴裘拉（紀田正臣）
狂（折原九琉璃）
參（折原舞流）
餓鬼（赤林海月）
夏洛（寫樂影次郎）
純粹100%（黑沼青叶）
薩奇（三島沙樹）
庫洛姆（折原臨也）
小六（六條千景）
矢 (矢霧波江)
白面書生（岸谷新羅）

## 世界觀與用語

### 獨色幫

#### DOLLARS
由龍之峰帝人與其網友創辦的虛擬幫會，原本是網路社群，但在臨也的推動下不知不覺中成為現實中也有影響力的存在，在創辦人因害怕被牽扯而陸續離開後，由唯一留下的創辦人─龍之峰帝人進行管理。而第一次聚會是在頭事件。
DOLLARS沒有規則，沒有拘束，只要求做事後掛上DOLLARS的名義，也因此吸引了從學生到老人各色人等加入，數量龐大。成員基本上不認識彼此（除了臨也）。帝人也只在必要時才會對DOLLARS下令。雖然執不執行全靠成員自己決定，但因為成員人數眾多而變得完全可行。但也因此混入很多惡徒，利用DOLLARS進行暴力、不法行逕。
因爲目睹混入組織的惡徒們所做的惡行，帝人決定與黑沼青葉合作，利用他的勢力將這些人逐出DOLLARS，進行「肅清」。

#### 黃巾賊
池袋的其中一個獨色幫，以身上裝飾黃色的物品為標誌，創立者和領導人是紀田正臣。由紀田在帶人打群架的過程中逐步發展而成。借用三国故事中“黄巾賊起義”的典故命名。
兩年前與“藍色平方”發生衝突，紀田因被折原臨也利用導致女朋友三島沙樹被藍色平方綁架並折斷雙腿。雖在門田京平等人的幫助下三島沙樹獲救，但事后紀田正臣因十分愧疚而与沙树分手并脱离黄巾贼，过上了普通人的生活。
在纪田离开黄巾贼的时间里，蓝色平方残党法螺田等人趁机加入黄巾贼。直到砍人魔事件中因园原杏里受伤，纪田为找到犯人回到黄巾贼。但因被折原临也再次利用，与龙之峰帝人和园原杏里变为三足鼎立的关系。法螺田趁机将蓝色平方的残党吸纳并赶走原本成员，架空了黄巾贼。但在帝人、杏里、门田等人协助下，法螺田被击败遭警方逮捕，黄巾贼再次解散。在冲突落幕后纪田与沙树复合，私奔退出了纷争。
第8卷在纪田见到帝人的异常举动后，为了帮助他，再次重聚黄巾贼的舊成員，但因六條千景和藍色平方前來踢館的緣故，最終和紀田失散無法行動。

#### 藍色平方
池袋的一個獨色幫，以身上裝飾藍色的物品為標誌，名稱由來為聚集地有一大面積藍色方型廣場。
創立者是黑沼青葉，後因考慮威勢不足以服人，而交由其兄泉井蘭管理。
泉井蘭與部份幫眾因兩年前與「黃巾賊」的衝突入獄，殘黨則混入「黃巾賊」。
小說第三卷混入「黃巾賊」的殘黨起而反叛，由門田京平的計畫擊破，被捕入獄。
小說第四卷創立者黑沼青葉回歸池袋並重回領導，率眾混入「DOLLARS」。

### 非人生物

#### 「罪歌」
一把有着自己的意识的妖刀，以扭曲的方式爱着人类，操纵持有者砍人并通过恐惧將「罪歌」的意識植入被砍傷者的心中生成「罪歌之子」（被它视作人类和自己的孩子）的方式表达自己的爱意。
「罪歌之子」能控制其宿主的行动（也有人情况特殊没有被控制），并绝对听从「母亲」罪歌，被罪歌之子砍到的人也会被传播，且如果母刀不下令，被砍者的罪歌之子会听从砍人者「罪歌之子」的命令。
母刀使用者和被「罪歌之子」控制者眼睛会发红光，有斩斷靈魂的能力，塞尔提的头就是被它斩下（灵魂连结被斩断）。
原本被岸谷森严持有，用它偷走塞尔提的头后，卖给園原杏里家的古董店，在那里罪歌操纵杏里的母亲成为「砍人魔」并砍伤贄川春奈，后来在杏里之父对杏里施暴时，杏里之母杀掉杏里之父之後自杀，「罪歌」就轉而寄宿在杏里体内，而杏里由于心理问题而能不被「罪歌」控制，但也無法完全控制它。
几年后贄川春奈为了发泄情伤化为第二个「砍人魔」四处砍人，扩充了无数的「罪歌之子」，后又找上杏里，但被母刀反制，解决事件后杏里在塞尔提的建议下，利用母刀控制了所有「罪歌之子」并僅在需要时对他们下命令，形成了一个隐藏势力，「罪歌之子」们由于母亲「罪歌」的关系会忠实的执行杏里的指令，但對於杏里的稱呼僅為「母親的宿主」。

#### 無頭騎士
凱爾特傳說的妖精，與報喪女妖為世界知名的鬼怪，塞尔提就是一个无头骑士。本作中无头骑士只有女性，且头有着美丽到不能言状、让人类一见倾心的面容。传说是由滞留在人间的女武神所化。

### 暴走族、幫派

#### 粟楠會
目出井组下属黑帮，在池袋势力巨大。

#### To羅丸
埼玉的暴走族聯合，創立者和領導人是六條千景。

### 其他勢力

#### 矢霧製藥
關東排名前幾大的製藥公司，社長矢霧清太郎擁有無頭騎士的頭顱。有業績下滑的趨勢，在「頭」的騷動結束之後被尼布羅收購。

#### 尼布羅
美國一家擁有百年歷史的聯合企業。其事業領域跨及運輸、出版、生化科技等等，規模龐大。在作者系列作中的《Vamp!》和《BACCANO! 大騷動!》也有登場過。
在岸谷森嚴的主導下於「頭」的騷動結束後併購矢霧製藥，目的是為了矢霧製藥所擁有的無頭騎士的頭顱，但因為矢霧波江將頭顱帶走而沒得到。第一部結束後才因波江轉投尼布羅而成功將頭顱帶往美國。

## 出版書籍

### 小說
| 卷數                                            | ASCII Media Works         | ASCII Media Works         | 台灣角川                  | 台灣角川                  | 天聞角川                  | 天聞角川                  |
| 卷數                                            | 發售日期                  | ISBN                      | 發售日期                  | ISBN                      | 發售日期                  | ISBN                      |
| 無頭騎士異聞錄 DuRaRaRa!!                       | 無頭騎士異聞錄 DuRaRaRa!! | 無頭騎士異聞錄 DuRaRaRa!! | 無頭騎士異聞錄 DuRaRaRa!! | 無頭騎士異聞錄 DuRaRaRa!! | 無頭騎士異聞錄 DuRaRaRa!! | 無頭騎士異聞錄 DuRaRaRa!! |
| ----------------------------------------------- | ------------------------- | ------------------------- | ------------------------- | ------------------------- | ------------------------- | ------------------------- |
| 1                                               | 2004年4月10日             | ISBN 978-4-8402-2646-6    | 2008年8月28日             | ISBN 978-986-174-792-7    | 2010年10月1日             | ISBN 978-7-5356-3910-3    |
| 2                                               | 2005年3月10日             | ISBN 978-4-8402-3000-5    | 2009年5月30日             | ISBN 978-986-237-100-8    | 2011年2月20日             | ISBN 978-7-5356-4250-9    |
| 3                                               | 2006年3月10日             | ISBN 978-4-8402-3516-3    | 2009年11月14日            | ISBN 978-986-237-324-8    | 2011年4月10日             | ISBN 978-7-5356-4316-2    |
| 4                                               | 2008年3月10日             | ISBN 978-4-8402-4186-1    | 2010年3月31日             | ISBN 978-986-237-589-1    | 2011年6月5日              | ISBN 978-7-5356-4453-4    |
| 5                                               | 2009年3月10日             | ISBN 978-4-04-867595-6    | 2010年7月31日             | ISBN 978-986-237-769-7    | 2011年8月5日              | ISBN 978-7-5356-4623-1    |
| 6                                               | 2009年7月10日             | ISBN 978-4-04-867905-3    | 2010年12月11日            | ISBN 978-986-237-959-2    | 2011年9月5日              | ISBN 978-753-564-697-2    |
| 7                                               | 2010年1月10日             | ISBN 978-4-04-868276-3    | 2011年2月10日             | ISBN 978-986-287-056-3    | 2012年2月5日              | ISBN 978-7-5356-5074-0    |
| 8                                               | 2010年6月10日             | ISBN 978-4-04-868599-3    | 2011年5月6日              | ISBN 978-986-287-130-0    | 2012年4月20日             | ISBN 978-7-5356-5241-6    |
| 9                                               | 2011年2月10日             | ISBN 978-4-04-870274-4    | 2011年8月11日             | ISBN 978-986-287-246-8    | 2012年7月20日             | ISBN 978-7-5356-5447-2    |
| 10                                              | 2011年8月10日             | ISBN 978-4-04-870729-9    | 2012年2月17日             | ISBN 978-986-287-588-9    | 2012年9月5日              | ISBN 978-7-5356-5587-5    |
| 11                                              | 2012年5月10日             | ISBN 978-4-04-886562-3    | 2012年10月19日            | ISBN 978-986-287-968-9    | 2012年12月5日             | ISBN 978-7-5356-5787-9    |
| 12                                              | 2013年6月7日              | ISBN 978-4-04-891746-9    | 2013年12月20日            | ISBN 978-986-325-670-0    | 2014年12月20日            | ISBN 978-7-5489-1784-7    |
| 13                                              | 2014年1月10日             | ISBN 978-4-04-866217-8    | 2014年8月14日             | ISBN 978-986-366-078-1    | 2015年4月5日              | ISBN 978-7-5489-1881-3    |
| 外傳                                            | 2014年8月9日              | ISBN 978-4-04-866830-9    | 2015年10月22日            | ISBN 978-986-366-743-8    |                           |                           |
| 無頭騎士異聞錄 DuRaRaRa!! SH                    |                           |                           |                           |                           |                           |                           |
| 1                                               | 2014年4月10日             | ISBN 978-4-04-866486-8    | 2015年4月28日             | ISBN 978-986-366-475-8    |                           |                           |
| 2                                               | 2014年10月10日            | ISBN 978-4-04-869008-9    | 2016年7月27日             | ISBN 978-986-473-196-1    |                           |                           |
| 3                                               | 2015年1月10日             | ISBN 978-4-04-869169-7    | 2017年4月19日             | ISBN 978-986-473-606-5    |                           |                           |
| 4                                               | 2016年2月10日             | ISBN 978-4-04-865666-5    | 2018年4月9日              | ISBN 978-957-564-136-8    |                           |                           |
| 無頭騎士異聞錄 DuRaRaRa!×博多豚骨拉麵團（合作） |                           |                           |                           |                           |                           |                           |
|                                                 | 2016年10月8日             | ISBN 978-4-04-892406-1    |                           |                           |                           |                           |

與折原臨也系列
| 日文標題 | 中文標題           | ASCII Media Works | ASCII Media Works      | 台灣角川       | 台灣角川               |
| 日文標題 | 中文標題           | 發售日期          | ISBN                   | 發售日期       | ISBN                   |
| -------- | ------------------ | ----------------- | ---------------------- | -------------- | ---------------------- |
|          | 與折原臨也共度黃昏 | 2015年7月10日     | ISBN 978-4-04-865243-8 | 2016年10月20日 | ISBN 978-986-473-298-2 |
|          | 與折原臨也一同喝采 | 2016年10月8日     | ISBN 978-4-04-892407-8 | 2017年12月6日  | ISBN 978-957-853-116-1 |

### 漫畫
《無頭騎士異聞錄 DuRaRaRa!!》作畫：茶鳥木明代（全4卷）
| 卷數 | 史克威爾艾尼克斯 | 史克威爾艾尼克斯       | 台灣角川      | 台灣角川               |
| 卷數 | 發售日期         | ISBN                   | 發售日期      | ISBN                   |
| ---- | ---------------- | ---------------------- | ------------- | ---------------------- |
| 1    | 2009年12月26日   | ISBN 978-4-7575-2765-2 | 2011年4月22日 | ISBN 978-986-287-061-7 |
| 2    | 2010年6月26日    | ISBN 978-4-7575-2921-2 | 2011年5月21日 | ISBN 978-986-287-171-3 |
| 3    | 2010年12月27日   | ISBN 978-4-7575-3109-3 | 2011年6月24日 | ISBN 978-986-287-226-0 |
| 4    | 2011年6月27日    | ISBN 978-4-7575-3276-2 | 2011年11月9日 | ISBN 978-986-287-438-7 |

《無頭騎士異聞錄 DuRaRaRa!! 罪歌篇》作畫：茶鳥木明代（全3卷）
| 卷數 | 史克威爾艾尼克斯 | 史克威爾艾尼克斯       | 台灣角川       | 台灣角川               |
| 卷數 | 發售日期         | ISBN                   | 發售日期       | ISBN                   |
| ---- | ---------------- | ---------------------- | -------------- | ---------------------- |
| 1    | 2012年2月27日    | ISBN 978-4-7575-2922-9 | 2012年12月20日 | ISBN 978-986-325-122-4 |
| 2    | 2012年9月10日    | ISBN 978-4-7575-3711-8 | 2013年4月27日  | ISBN 978-986-325-335-8 |
| 3    | 2013年3月27日    | ISBN 978-4-7575-3930-3 | 2013年8月16日  | ISBN 978-986-325-557-4 |

《無頭騎士異聞錄 DuRaRaRa!! 黃巾賊篇》作畫：茶鳥木明代（全3卷）
| 卷數 | 史克威爾艾尼克斯 | 史克威爾艾尼克斯       |
| 卷數 | 發售日期         | ISBN                   |
| ---- | ---------------- | ---------------------- |
| 1    | 2013年10月26日   | ISBN 978-4-7575-4111-5 |
| 2    | 2014年5月27日    | ISBN 978-4-7575-4299-0 |
| 3    | 2015年1月27日    | ISBN 978-4-7575-4545-8 |

作畫：（共6卷）
| 卷數 | 史克威爾艾尼克斯 | 史克威爾艾尼克斯       |
| 卷數 | 發售日期         | ISBN                   |
| ---- | ---------------- | ---------------------- |
| 1    | 2015年7月10日    | ISBN 978-4-7575-4688-2 |
| 2    | 2016年2月10日    | ISBN 978-4-7575-4875-6 |
| 3    | 2016年10月27日   | ISBN 978-4-7575-5113-8 |
| 4    | 2017年9月27日    | ISBN 978-4-7575-5493-1 |
| 5    | 2018年12月27日   | ISBN 978-4-7575-5927-1 |
| 6    | 2020年2月27日    | ISBN 978-4-7575-6538-8 |

作畫：（全2卷）
| 卷數 | KADOKAWA       | KADOKAWA               |
| 卷數 | 發售日期       | ISBN                   |
| ---- | -------------- | ---------------------- |
| 1    | 2014年3月22日  | ISBN 978-4-04-866408-0 |
| 2    | 2014年10月22日 | ISBN 978-4-04-866970-2 |

《迷你無頭騎士異聞錄》（みにでゅら）作畫：梅津葉子（全4卷）
| 卷數 | KADOKAWA      | KADOKAWA               | 東立出版社     | 東立出版社             |
| 卷數 | 發售日期      | ISBN                   | 發售日期       | ISBN                   |
| ---- | ------------- | ---------------------- | -------------- | ---------------------- |
| 1    | 2014年4月10日 | ISBN 978-4-04-866498-1 | 2015年11月2日  | ISBN 978-986-431-807-0 |
| 2    | 2015年1月10日 | ISBN 978-4-04-869160-4 | 2018年7月30日  | ISBN 978-986-431-808-7 |
| 3    | 2015年7月10日 | ISBN 978-4-04-865314-5 | 2020年5月7日   | ISBN 978-986-431-886-5 |
| 4    | 2016年1月9日  | ISBN 978-4-04-865636-8 | 2021年10月29日 | ISBN 978-986-462-921-3 |

作畫：（共2卷）
| 卷數 | KADOKAWA       | KADOKAWA               |
| 卷數 | 發售日期       | ISBN                   |
| ---- | -------------- | ---------------------- |
| 1    | 2015年3月20日  | ISBN 978-4-04-869362-2 |
| 2    | 2015年12月22日 | ISBN 978-4-04-865596-5 |

漫畫選集

| 卷數 | 史克威爾艾尼克斯 | 史克威爾艾尼克斯       |
| 卷數 | 發售日期         | ISBN                   |
| ---- | ---------------- | ---------------------- |
| 1    | 2010年6月26日    | ISBN 978-4-7575-2922-9 |
| 2    | 2015年1月27日    | ISBN 978-4-7575-4546-5 |

## 電視動畫

### 製作人員
- 原作：成田良悟
- 原作插畫：ヤスダスズヒト
- 企画：夏目公一朗、鈴木一智、矢部征嗣、太布尚弘
- 監督、音樂演出：大森貴弘
- 監督補：川面真也
- 系列構成：高木登
- 腳本：太田愛、根元歲三、村井貞之、吉永亞矢
- 人物設計：岸田隆宏
- 機械設定、作畫監督：山田起生
- 道具設計：山﨑繪里
- 總作畫監督：高田晃
- 美術：伊藤聖
- 美術設定：藤瀨智康（第二期）
- 色彩設計：宮脇裕美
- CG設計：神林憲和
- 編集：関一彦
- 攝影：田村仁
- 音樂：吉森信
- 執行製片人：越智武、小山直子
- 製片人：横山朱子、和田敦、小岐須泰世、金庭こず恵、丸山博雄
- 動畫製作人：佐藤由美
- 動畫系列製作：Brain's Base（第一期）、朱夏（第二期）
- 製作：池袋DOLLARS[6][7]

### 主題曲
第一期
- 片頭曲

（第1－12.5話）
作詞、作曲：佐籐泰司，編曲、歌：THEATRE BROOK
（第13－25話）
作詞：SHINNOSUKE，作曲、編曲、歌：ROOKiEZ is PUNK'D
- 片尾曲

『Trust Me』（第1－12.5話）
作詞：，作曲、編曲：Jin Nakamura，歌：松下優也
『Butterfly』（第13－23話、25話）
作詞、作曲、編曲：伊橋成哉，歌：ON/OFF
第二期
- 片頭曲

『HEADHUNT』（第1－12話）
作詞：Okamoto Sho、石渡淳治，作曲：Okamoto Kouki，編曲：OKAMOTO'S、大久保友裕，歌：OKAMOTO'S
『Day you laugh』（第13－24話）
作詞、作曲：T.toyonaga，編曲：家原正樹，歌：豐永利行
『Steppin' out』（第25話 - 36話）
作詞 - Kohshi Asakawa / 作曲 - Takeshi Asakawa / 編曲 - toku（GARNiDELiA）&FLOW / 歌 - FLOW
- 片尾曲

『NEVER SAY NEVER』（第1－11話）
作詞：Glielmo Ko-ichi，作曲：Glielmo Ko-ichi、u-ya，編曲、歌：THREE LIGHTS DOWN KINGS
『リフレクション』（第4.5話）
作詞・作曲 - T.Toyonaga / 編曲 - 家原正樹 / 歌 - 豐永利行
『EXIT』（第13－24話）
作詞：渡邊亞希子，作曲：高井淳，編曲：齋藤真也，歌：REVALCY
『91cm』（第13.5話）
作詞・作曲 - T.Toyonaga / 編曲 - 家原正樹 / 歌 - 豐永利行
『C“LR”OWN』（第19.5話）
作詞・作曲 - T.Toyonaga / 編曲 - 家原正樹 / 歌 - 豐永利行
『ジョーカーに宜しく』（第25話 - 36話）
作詞・作曲 - 堀江晶太 / 編曲 - 堀江晶太、PENGUIN RESEARCH  / 歌 - PENGUIN RESEARCH

### 各話標題
| 話數  | 日文標題 | 中文標題           | 劇本     | 分鏡              | 演出                         | 作畫監督                                                 | 旁白                                               |
| 第1期 | 第1期    | 第1期              | 第1期    | 第1期             | 第1期                        | 第1期                                                    | 第1期                                              |
| ----- | -------- | ------------------ | -------- | ----------------- | ---------------------------- | -------------------------------------------------------- | -------------------------------------------------- |
| #01   |          | 言之必稱           | 高木登   | 大森貴弘          | 川面真也                     | 高田晃                                                   | 豐永利行（龍之峰帝人）                             |
| #02   |          | 變化莫測           | 高木登   | 寺東克己          | 馬場誠                       | 青野厚司                                                 | 澤城美雪（塞爾堤·史特路爾森）                      |
| #03   |          | 猖狂跋扈           | 根元歲三 | 梅本唯            | 梅本唯                       | 久木晃嗣                                                 | 黑田崇矢（賽門·布裡茲涅夫）                        |
| #04   |          | 形影相吊           | 高木登   | 大畑清隆          | 近藤一英                     | 中野圭哉                                                 | 福山潤（岸谷新羅）                                 |
| #05   |          | 羊頭狗肉           | 村井貞之 | 川面真也          | 川面真也                     | 奧野治男                                                 | 宮野真守（紀田正臣）                               |
| #06   |          | 東奔西走           | 太田愛   | 松尾衡            | 古谷田順久                   | 田中織枝                                                 | 中村悠一（門田京平）                               |
| #07   |          | 國士無雙           | 根元歲三 | 大畑清隆          | 八瀨祐樹                     | 倉狩真吾                                                 | 小野大輔（平和島靜雄）                             |
| #08   |          | 南柯一夢           | 吉永亞矢 | 今掛勇            | 市村徹夫                     | 中村深雪                                                 | 澤城美雪（塞爾堤·史特路爾森）                      |
| #09   |          | 依依戀戀           | 吉永亞矢 | 寺東克己          | 山本天志                     | 福田紀之                                                 | 小林沙苗（矢霧波江）                               |
| #10   |          | 空前絕後           | 太田愛   | 梅本唯            | 梅本唯                       | 久木晃嗣                                                 | 豐永利行（龍之峰帝人）                             |
| #11   |          | 疾風怒濤           | 根元歲三 | 大畑清隆          | 古谷田順久                   | 奥野治男                                                 | 豐永利行（龍之峰帝人）                             |
| #12   |          | 有無相生           | 高木登   | 川面真也          | 川面真也                     | 青野厚司                                                 | 澤城美雪（塞爾堤·史特路爾森）                      |
| #12.5 |          | 天網恢恢           | 村井貞之 | 福島宏之          | 梅本唯                       | 田村一彦、中野圭哉 久木晃嗣、阿部航                      | 梶裕貴（遊馬崎沃克）                               |
| #13   |          | 急轉直下           | 根元歲三 | 寺東克己          | 八瀨祐樹                     | 薮野浩二、番由紀子                                       | 花澤香菜（園原杏里）                               |
| #14   |          | 物情騷然           | 太田愛   | 大畑清隆          | 山崎光惠                     | 中野圭哉、田村一彦                                       | 澤城美雪（塞爾堤·史特路爾森）                      |
| #15   |          | 愚者一得           | 村井貞之 | 梅本唯            | 梅本唯                       | 久木晃嗣                                                 | 小山力也（贄川周二）                               |
| #16   |          | 相思相愛           | 吉永亞矢 | 寺東克己 上坪亮樹 | 古谷田順久                   | 田中織枝                                                 | 澤城美雪（塞爾堤･史特路爾森） 福山潤（岸谷新羅）   |
| #17   |          | 世事無常           | 根元歲三 | 明村英敏          | 川面真也                     | 清野厚司                                                 | 神谷浩史（折原臨也）                               |
| #18   |          | 死生有命           | 高木登   | 今掛勇            | 松田清                       | 小倉典子、伊藤秀樹                                       | 宮野真守（紀田正臣）                               |
| #19   |          | 蒼天已死           | 太田愛   | 寺東克己          | 八瀨祐樹                     | 奥野治男、薮野浩二                                       | 藤原启治（葛原金之助）                             |
| #20   |          | 黃天當立           | 村井貞之 | 大畑清隆          | 篠幸浩                       | 飯田宏義                                                 | 高垣彩陽（狩澤繪理華） 梶裕貴（遊馬崎沃克）        |
| #21   |          | 五里霧中           | 根元歲三 | 梅本唯            | 梅本唯                       | 久木晃嗣                                                 | 豐永利行（龍之峰帝人）                             |
| #22   |          | 解散宣言           | 吉永亞矢 | 川面真也          | 川面真也                     | 田中織枝                                                 | 花澤香菜（園原杏里）                               |
| #23   |          | 千錯萬錯           | 高木登   | 寺東克己          | 八瀨祐樹                     | 青野厚司                                                 | 宮野真守（紀田正臣）                               |
| #24   |          | 則天去私           | 高木登   | 寺東克己          | 古谷田順久                   | 奥野治男                                                 | 豐永利行（龍之峰帝人）                             |
| #25   |          | 天下太平           | 根元歳三 | 大畑清隆          | 川面真也                     | 山田起生                                                 | 不適用                                             |
| 第2期 |          |                    |          |                   |                              |                                                          |                                                    |
| 承    |          |                    |          |                   |                              |                                                          |                                                    |
| #01   |          | 百聞不如一見       | 高木登   | 大森貴弘          | 大森貴弘                     | 冨永拓生、川添政和 鴨居知世                              | 豐永利行（龍之峰帝人）                             |
| #02   |          | 以和為貴           | 高木登   | 菅沼榮治          | 菅沼榮治                     | 田中織枝                                                 | 福山潤（岸谷新羅）                                 |
| #03   |          | 禍不單行           | 高木登   | 菅沼榮治          | 菅沼榮治                     | 田中織枝、藪野浩二 川添政和、鴨居知世 岸友洋             | 寺島拓篤（渡草三郎）                               |
| #04   |          | 入鄉隨俗           | 高木登   | 寺東克己          | 菅沼榮治 古谷田順久          | 富永拓生、久高司郎 西川繪奈、川添政和 田中織枝、藪野浩二 | 澤城美雪（塞爾堤･史特路爾森） 神谷浩史（折原臨也） |
| #4.5  |          | 我的心是火鍋的形狀 | 高木登   | 大城美幸          | 大城美幸                     | 西川繪奈                                                 | 不適用                                             |
| #05   |          | 前途莫測           | 根元歲三 | 勇夢              | 米田光宏                     | 北村晉哉                                                 | 小林沙苗（矢霧波江）                               |
| #06   |          | 難分曲直           | 吉永亞矢 | 勇夢              | 前園文夫                     | 澤田美香                                                 | 澤城美雪（塞爾堤･史特路爾森）                      |
| #07   |          | 莫斯科不相信眼淚   | 村井貞之 | 今川泰宏          | 米田光宏                     | 南伸一郎、海堂浩幸 門智昭                                | 黑田崇矢（賽門·布裡茲涅夫）                        |
| #08   |          | 美男子無財無力     | 吉永亞矢 | 勇夢              | 關田修                       | 谷津美彌子、鷲田敏彌                                     | 宮野真守（紀田正臣）                               |
| #09   |          | 日暮途窮           | 高木登   | 寺東克己          | 近藤奈都子                   | 近藤奈都子                                               | 大塚芳忠(四木春也)                                 |
| #10   |          | 有其父必有其子     | 根元歲三 | 寺東克己          | 許平康                       | 西川繪奈、青野厚司                                       | 久野美咲（粟楠茜）                                 |
| #11   |          | 覆水難收           | 村井貞之 | 寺東克己          | 有江勇樹                     | 近藤奈都子、川添政和                                     | (DOLLARS各成員)                                    |
| #12   |          | 艱難困苦，玉汝於成 | 高木登   | 寺東克己          | 古谷田順久                   | 富永拓生、田中織枝                                       | 豐永利行（龍之峰帝人）                             |
| 轉    |          |                    |          |                   |                              |                                                          |                                                    |
| #13   |          | 愛汝之敵           | 村井貞之 | 川面真也          | 川面真也                     | 岸友洋                                                   | 戶松遙（神近莉緒）                                 |
| #13.5 |          | 戀愛故事鏗鏗鏗     | 吉永亞矢 | 寺東克己          | 大城美幸                     | 川添政和                                                 | 岸尾大輔（平和島幽）                               |
| #14   |          | 黄粱美梦           | 高木登   | 川面真也          | 伊部勇志                     | 川添政和、田中织枝                                       | 小林沙苗（矢霧波江）                               |
| #15   |          | 千里因緣一線牽     | 寺東克己 | 川面真也          | 所俊克                       | 谷津美彌子、島田英明 高橋敦子                            | 伊瀨茉莉也( 張間美香 )                             |
| #16   |          | 一时谣言           | 根元岁三 | 川面真也          | 有江勇树                     | 富永拓生                                                 | M・A・O（梵蘿娜）                                  |
| #17   |          | 無時無刻           | 吉永亞矢 | 寺東克己          | 高林久彌                     | 小谷杏子                                                 | 花澤香菜（園原杏里）                               |
| #18   |          | 好事多磨           | 吉永亞矢 | 寺東克己          | 犬川犬夫                     | 鴨居知世、富永拓生 粟井重紀                              | 桑島法子（鯨木重）                                 |
| #19   |          | 杀猫咒七代         | 根元岁三 | 寺东克己 冲田宫奈 | 河野亚矢子                   | 西川绘奈、川添政和 河岛久美子                            | 福圓美里（三島沙樹）                               |
| #19.5 |          | DuFuFuFu!!         | 村井貞之 | 宮地✩昌幸         | 大城美幸 大森貴弘            | 田中織枝、德田夢之介 近藤奈都子、高田晃                  | 小野坂昌也（馬克斯·桑德謝爾特）                    |
| #20   |          | 口蜜腹剑           | 高木登   | 小林宽            | 近藤奈都子                   | 近藤奈都子                                               | 井上喜久子（蚯蚓） 村田太志（四十萬博人）          |
| #21   |          | 能说能干           | 高木登   | 小林宽            | 铃木拓磨                     | Lee DukHo Kim JeongEun Cha SangHoon                      | 神谷浩史（折原臨也）                               |
| #22   |          | 傻人有傻福         | 村井貞之 | 後藤圭二          | 三上喜子                     | 鸭居知世、小林利充 BSP                                   | 伊丸岡篤（泉井 蘭）                                |
| #23   |          | 一丘之貉           | 寺東克己 | 寺東克己          | 千葉大輔                     | 山內則康、鎌田均                                         | 高垣彩陽（狩澤繪理華）                             |
| #24   |          | 蛇有蛇道           | 高木登   | 寺東克己          | 平向智子                     | 田中織枝、山崎絵里 近藤奈都子、鴨居知世 高田晃           | 大塚芳忠（四木春也）                               |
| 結    |          |                    |          |                   |                              |                                                          |                                                    |
| #25   |          | 相會皆有緣         | 根元歲三 | 菅沼榮治          | 有江勇樹                     | 富永拓生、鴨居知世                                       | 福山潤（岸谷新羅）                                 |
| #26   |          | 鋌而走險           | 吉永亞矢 | 小島正幸          | 小島正幸                     | 近藤奈都子                                               | 大塚明夫（岸谷森嚴）                               |
| #27   |          | 同舟共濟           | 村井貞之 | 松本淳            | 森義博                       | 山內則康、鎌田均 山村俊了、吉崎雅博                      | 金元壽子（折原九瑠璃） 喜多村英梨（折原舞流）      |
| #28   |          | 血濃於水           | 寺東克己 | 宮地✩昌幸         | 小林孝志                     | 西川繪奈、石川晉吾                                       | 上田祐司（那須島隆志）                             |
| #29   |          | 思緒紛亂           | 根元歲三 | 勇夢              | 古谷田順久                   | 田中織枝、川添政和                                       | M・A・O（梵蘿娜）                                  |
| #30   |          | 騎虎難下           | 吉永亞矢 | 沖田宮奈          | 柳屋圭宏                     | 山村俊了、德田夢之介                                     | 小野友樹（六條千景）                               |
| #31   |          | 水火不容           | 村井貞之 | 松本淳            | 飯村正之                     | YU BONGHYUN                                              | 神谷浩史（折原臨也）                               |
| #32   |          | 虎死留皮           | 高木登   | 寺東克己          | 平向智子                     | 近藤奈都子、田中織枝 川添政和、鷲田敏彌                  | 小西克幸（田中湯姆）                               |
| #33   |          | 如履薄冰           | 高木登   | 寺東克己          | 高林久彌                     | 富永拓生、Yu Bonghyun                                    | 山口勝平（赤林海月）                               |
| #34   |          | 以心傳心           | 高木登   | 勇夢              | 間島崇寬                     | 服部益實、服部憲知                                       | 花澤香菜（園原杏里）                               |
| #35   |          | 前路未知           | 高木登   | 寺東克己          | 平向智子                     | 西川繪奈、近藤奈都子 Yu Bonghyun Heo Gidong              | 宮野真守（紀田正臣）                               |
| #36   |          | 天下無不散之筵席   | 高木登   | 大森貴弘 寺東克己 | 古谷田順久 大城美幸 大森貴弘 | 田中織枝、川添政和 近藤奈都子、富永拓生 鴨居知世         | 豐永利行（龍之峰帝人）                             |

### 播放電視台
日本深夜動畫：下文記載的日本国内播放時間使用日本標準時間（UTC+9）表示。因為部分時間标识會採用30小时制，因此請留意这类超过24:00的时间，其實際播放時間為翌日清晨。
| 播放地區   | 播放電視台   | 播放日期                                     | 播放時間（UTC+9）                                   | 所屬電視網 | 備註                    |       |       |
| 第1期      | 第1期        | 第1期                                        | 第1期                                               | 第1期      | 第1期                   | 第1期 | 第1期 |
| ---------- | ------------ | -------------------------------------------- | --------------------------------------------------- | ---------- | ----------------------- | ----- | ----- |
| 近畿廣域圈 | 每日放送     | 2010年1月7日－3月25日 2010年4月8日－6月24日  | 星期四 25時25分－25時55分 星期四 25時20分－25時50分 | 日本新聞網 | 製作局                  |       |       |
| 關東廣域圈 | TBS電視台    | 2010年1月8日－6月25日                        | 星期五 25時55分－26時25分                           | 日本新聞網 |                         |       |       |
| 中京廣域圈 | 中部日本放送 | 2010年1月13日－6月30日                       | 星期三 26時00分－26時30分                           | 日本新聞網 |                         |       |       |
| 日本全國   | Animax       | 2010年4月9日－9月24日                        | 星期五 22時00分－22時30分                           | 衛星電視   | LEVEL22節目 有重播      |       |       |
| 東京都     | TOKYO MX     | 2010年7月11日－9月26日 2011年1月2日－3月27日 | 星期日 23時00分－23時30分                           | 獨立局     | E!TV節目 有播放第12.5話 |       |       |
| 第2期      |              |                                              |                                                     |            |                         |       |       |
| 承         |              |                                              |                                                     |            |                         |       |       |
| 東京都     | TOKYO MX     | 2015年1月10日－3月28日                       | 星期六 23時30分－24時00分                           | 獨立局     |                         |       |       |
| 群馬縣     | 群馬電視台   | 2015年1月10日－3月28日                       | 星期六 23時30分－24時00分                           | 獨立局     |                         |       |       |
| 栃木縣     | 栃木電視台   | 2015年1月10日－3月28日                       | 星期六 23時30分－24時00分                           | 獨立局     |                         |       |       |
| 日本全國   | BS11         | 2015年1月10日－3月28日                       | 星期六 23時30分－24時00分                           | 衛星電視   | ANIME+節目              |       |       |
| 近畿廣域圈 | 每日放送     | 2015年1月10日－3月28日                       | 星期六 26時28分－26時58分                           | 日本新聞網 | Anime Shower第2部       |       |       |
| 中京廣域圈 | CBC電視台    | 2015年1月14日－4月1日                        | 星期三 27時28分－27時58分                           | 日本新聞網 |                         |       |       |
| 日本全國   | NICONICO直播 | 2015年1月15日－4月2日                        | 星期四 22時30分－23時00分                           | 網絡電視   |                         |       |       |
| 日本全國   | Animax       | 2015年2月16日－5月11日                       | 星期一 22時00分－22時30分                           | 衛星電視   | 有重播                  |       |       |
| 轉         |              |                                              |                                                     |            |                         |       |       |
| 東京都     | TOKYO MX     | 2015年7月4日－9月26日                        | 星期六 23時30分－24時00分                           | 獨立局     |                         |       |       |
| 群馬縣     | 群馬電視台   | 2015年7月4日－9月26日                        | 星期六 23時30分－24時00分                           | 獨立局     |                         |       |       |
| 栃木縣     | 栃木電視台   | 2015年7月4日－9月26日                        | 星期六 23時30分－24時00分                           | 獨立局     |                         |       |       |
| 日本全國   | BS11         | 2015年7月4日－9月26日                        | 星期六 23時30分－24時00分                           | 衛星電視   | ANIME+節目              |       |       |
| 近畿廣域圈 | 每日放送     | 2015年7月4日－9月26日                        | 星期六 26時28分－26時58分                           | 日本新聞網 | Anime Shower第2部       |       |       |
| 中京廣域圈 | CBC電視台    | 2015年7月5日－9月27日                        | 星期三 27時31分－28時01分                           | 日本新聞網 |                         |       |       |
| 日本全國   | NICONICO直播 | 2015年7月9日－10月1日                        | 星期四 22時30分－23時00分                           | 網絡電視   |                         |       |       |
| 日本全國   | Animax       | 2015年10月2日－12月18日                      | 星期五 22時00分－22時30分                           | 衛星電視   | 有重播                  |       |       |
| 結         |              |                                              |                                                     |            |                         |       |       |
| 東京都     | TOKYO MX     | 2016年1月9日－3月26日                        | 星期六 23時30分－24時00分                           | 獨立局     |                         |       |       |
| 群馬縣     | 群馬電視台   | 2016年1月9日－3月26日                        | 星期六 23時30分－24時00分                           | 獨立局     |                         |       |       |
| 栃木縣     | 栃木電視台   | 2016年1月9日－3月26日                        | 星期六 23時30分－24時00分                           | 獨立局     |                         |       |       |
| 日本全國   | BS11         | 2016年1月9日－3月26日                        | 星期六 23時30分－24時00分                           | 衛星電視   | ANIME+節目              |       |       |
| 近畿廣域圈 | 每日放送     | 2016年1月9日－3月26日                        | 星期六 25時58分－26時28分                           | 日本新聞網 | Anime Shower第1部       |       |       |
| 中京廣域圈 | CBC電視台    | 2015年1月13日－                              | 星期三 26時45分－27時15分                           | 日本新聞網 |                         |       |       |
| 日本全國   | NICONICO直播 | 2016年1月14日－                              | 星期四 22時30分－23時00分                           | 網絡電視   |                         |       |       |

| 播放地區 | 播放電視台 | 播放日期               | 當地播放時間                 | 所屬聯播網  | 備註       |
| 第2季    | 第2季      | 第2季                  | 第2季                        | 第2季       | 第2季      |
| 承       | 承         | 承                     | 承                           | 承          | 承         |
| -------- | ---------- | ---------------------- | ---------------------------- | ----------- | ---------- |
| 臺灣     | Animax     | 2016年6月2日－6月7日   | 每天（週六以外）21:00－22:00 | 有線電視    | 二集連播   |
| 臺灣     | Animax HD  | 2016年7月18日－7月29日 | 每天 22: 30－23:00           | 中華電信MOD | 有重播時段 |
| 香港     | Animax     | 2016年7月28日－8月12日 | 星期四至五 22:00－23:00      |             |            |
| 轉       |            |                        |                              |             |            |
| 臺灣     | Animax     | 2016年6月8日－6月13日  | 每天（週六以外）21:00－22:00 | 有線電視    | 二集連播   |
| 臺灣     | Animax HD  | 2016年7月30日－8月10日 | 每天 22:30－23:00            | 中華電信MOD | 有重播時段 |
| 香港     | Animax     | 2016年8月18日－9月2日  | 星期四至五 22:00－23:00      |             |            |
| 結       |            |                        |                              |             |            |
| 香港     | Animax     | 2016年1月10日－3月27日 | 星期日 22:30－23:00          |             |            |
| 臺灣     | Animax     | 2016年1月10日－3月27日 | 星期日 22:30－23:00          | 有線電視    | 有重播時段 |
| 臺灣     | Animax HD  | 2016年8月11日－8月22日 | 每天 22:30－23:00            | 中華電信MOD | 有重播時段 |

### BD / DVD
| 卷數      | 發售日期       | 收錄話數                 | 規格編號     | 規格編號   |        |        |
| 卷數      | 發售日期       | 收錄話數                 | BD           | DVD        |        |        |
| 第一期    | 第一期         | 第一期                   | 第一期       | 第一期     | 第一期 | 第一期 |
| --------- | -------------- | ------------------------ | ------------ | ---------- | ------ | ------ |
| 1         | 2010年2月24日  | 第1話 - 第2話            | -            | ANZB-9521  |        |        |
| 2         | 2010年3月24日  | 第3話 - 第4話            | -            | ANZB-9523  |        |        |
| 3         | 2010年4月21日  | 第5話 - 第6話            | -            | ANZB-9525  |        |        |
| 4         | 2010年5月26日  | 第7話 - 第8話            | -            | ANZB-9527  |        |        |
| 5         | 2010年6月23日  | 第9話 - 第10話           | -            | ANZB-9529  |        |        |
| 6         | 2010年7月21日  | 第11話 - 第12話          | -            | ANZB-9531  |        |        |
| 7         | 2010年8月25日  | 第12.5話 - 第13話        | -            | ANZB-9533  |        |        |
| 8         | 2010年9月22日  | 第14話 - 第15話          | -            | ANZB-9535  |        |        |
| 9         | 2010年10月27日 | 第16話 - 第17話          | -            | ANZB-9537  |        |        |
| 10        | 2010年11月24日 | 第18話 - 第19話          | -            | ANZB-9539  |        |        |
| 11        | 2010年12月22日 | 第20話 - 第21話          | -            | ANZB-9541  |        |        |
| 12        | 2011年1月26日  | 第22話 - 第23話          | -            | ANZB-9543  |        |        |
| 13        | 2011年2月23日  | 第24話 - 第25話          | -            | ANZB-9545  |        |        |
| BOX       | 2012年5月23日  | 全26話                   | ANZX-9831〜9 |            |        |        |
| 第二期    |                |                          |              |            |        |        |
| 第一季 承 |                |                          |              |            |        |        |
| 1         | 2015年2月25日  | 第1話 - 第2話            | ANZX-11801   | ANZB-11801 |        |        |
| 2         | 2015年3月25日  | 第3話 - 第4話            | ANZX-11803   | ANZB-11803 |        |        |
| 3         | 2015年4月22日  | 第5話 - 第6話            | ANZX-11805   | ANZB-11805 |        |        |
| 4         | 2015年5月27日  | 第7話 - 第8話            | ANZX-11807   | ANZB-11807 |        |        |
| 5         | 2015年6月24日  | 第9話 - 第10話           | ANZX-11809   | ANZB-11809 |        |        |
| 6         | 2015年7月22日  | 第11話 - 第12話 第4.5話  | ANZX-11811   | ANZB-11811 |        |        |
| 第二季 轉 |                |                          |              |            |        |        |
| 1         | 2015年8月26日  | 第13話 - 第14話          | ANZX-11813   | ANZB-11813 |        |        |
| 2         | 2015年9月30日  | 第15話 - 第16話          | ANZX-11815   | ANZB-11815 |        |        |
| 3         | 2015年10月28日 | 第17話 - 第18話          | ANZX-11817   | ANZB-11817 |        |        |
| 4         | 2015年11月25日 | 第19話 - 第20話          | ANZX-11819   | ANZB-11819 |        |        |
| 5         | 2015年12月23日 | 第21話 - 第22話          | ANZX-11821   | ANZB-11821 |        |        |
| 6         | 2016年1月27日  | 第23話 - 第24話 第13.5話 | ANZX-11823   | ANZB-11823 |        |        |
| 最終季 結 |                |                          |              |            |        |        |
| 1         | 2016年2月24日  | 第25話 - 第26話          | ANZX-11825   | ANZB-11825 |        |        |
| 2         | 2016年3月23日  | 第27話 - 第28話          | ANZX-11827   | ANZB-11827 |        |        |
| 3         | 2016年4月27日  | 第29話 - 第30話          | ANZX-11829   | ANZB-11829 |        |        |
| 4         | 2016年5月25日  | 第31話 - 第32話          | ANZX-11831   | ANZB-11831 |        |        |
| 5         | 2016年6月22日  | 第33話 - 第34話          | ANZX-11833   | ANZB-11833 |        |        |
| 6         | 2016年7月27日  | 第35話 - 第36話 第19.5話 | ANZX-11835   | ANZB-11835 |        |        |

## 遊戲
無頭騎士異聞錄 DuRaRaRa!! 3way standoff
2010年9月22日發售，PSP遊戲。類型為池袋疾走Adventure。
發行商ASCII MEDIA WORKS，販售商角川遊戲。
2011年8月25日，包含追加要素的《無頭騎士異聞錄 DuRaRaRa!! 3way standoff -alley-》發售。
2011年11月17日，Android版《無頭騎士異聞錄 DuRaRaRa!! 3way standoff "mob"》開始提供服務。
無頭騎士異聞錄 DuRaRaRa!! Relay
2015年1月29日發售的PlayStation Vita遊戲。類型為池袋Relay Adventure。
電擊文庫 FIGHTING CLIMAX
2014年3月18日發行的街機遊戲。類型為2D對戰格鬥。
由Ecole軟件和French-Bread開發，發行商為世嘉。
電擊文庫作品角色登場的格闘遊戲。遊戲中登場的可控角色包括平和島靜雄，支援型角色包括塞爾堤·史特路爾森、折原臨也（家庭用）。

## 影響
截至2013年6月，日本當地小說銷售量達到470萬冊。

## 外部連結
- （日語）動畫官方網站 （页面存档备份，存于）
- （日語）第二期動畫官方網站 （页面存档备份，存于）
- （日語）動畫公式（MBS） （页面存档备份，存于）
- （日語）網絡電台官方網站
- （日語）PSP版遊戲官方網站 （页面存档备份，存于）
- （日語）無頭騎士異聞錄10周年特設網站 （页面存档备份，存于）